# Giovanni Boccaccio
Giovanni Boccaccio (Certaldo o forse Firenze, giugno o luglio 1313 – Certaldo, 21 dicembre 1375) è stato uno scrittore e poeta italiano.
Conosciuto anche come "il Certaldese", fu una delle figure più importanti nel panorama letterario europeo del XIV secolo. Alcuni studiosi (tra i quali Vittore Branca) lo definiscono come il maggior prosatore europeo del suo tempo, uno scrittore versatile che amalgamò tendenze e generi letterari diversi facendoli confluire in opere originali, grazie a un'attività creativa esercitata all'insegna dello sperimentalismo.
La sua opera più celebre è il Decameron, raccolta di novelle che nei secoli successivi fu elemento determinante per la tradizione letteraria italiana, soprattutto dopo che nel XVI secolo Pietro Bembo elevò lo stile boccacciano a modello della prosa italiana. L'influenza delle opere di Boccaccio non si limitò al panorama culturale italiano ma si estese al resto dell'Europa, esercitando influsso su autori come Geoffrey Chaucer, figura chiave della letteratura inglese, o più tardi su Miguel de Cervantes, Lope de Vega e il teatro classico spagnolo.
Boccaccio, insieme a Dante Alighieri e a Francesco Petrarca, è una delle cosiddette «Tre corone» della letteratura italiana. È inoltre ricordato per essere uno dei precursori dell'umanesimo, del quale contribuì a gettare le basi presso la città di Firenze, in concomitanza con l'attività del suo contemporaneo amico e maestro Petrarca. Diede inoltre inizio alla critica e filologia dantesca, dedicandosi a ricopiare codici della Divina Commedia, e promosse l'opera e la figura di Dante.
Nel Novecento, Boccaccio fu oggetto di studi critico-filologici da parte di Vittore Branca e Giuseppe Billanovich, e il suo Decameron fu anche trasposto sul grande schermo da Pier Paolo Pasolini, regista di Il Decameron (1971).

## Biografia

### L'infanzia fiorentina (1313-1327)

Casa Boccaccio a Certaldo

Giovanni Boccaccio nacque tra il giugno e il luglio del 1313 da una relazione extraconiugale del mercante Boccaccio di Chellino con una donna di umilissima famiglia di Certaldo, presso Firenze. Non si conosce esattamente il luogo di nascita, se Firenze o Certaldo: la firma "Johannes de Certaldo", usata da Boccaccio, indicherebbe, secondo Vittore Branca, la patria della famiglia piuttosto che il luogo fisico di nascita. Il fatto di essere figlio illegittimo dovette pesare notevolmente sulla sensibilità del Boccaccio: nelle opere in volgare egli costruì infatti una sorta di biografia mitica, idealizzata, nella quale appariva come figlio di una donna della famiglia dei Capetingi; prese a tal proposito spunto dai viaggi mercantili che il padre compiva a Parigi. Riconosciuto in tenera età dal padre, Giovanni fu accolto, verso il 1320, nella casa paterna sita nel quartiere di San Piero Maggiore. Grazie ai buoni uffici del padre compì i primi studi presso la scuoletta di Giovanni Mazzuoli da Strada, padre di Zanobi. Durante la giovinezza, Boccaccio imparò quindi i primi rudimenti del latino e delle arti liberali, e studiò la Divina Commedia di Dante Alighieri, in quanto il padre era sposato con la nobildonna Margherita de' Mardoli, imparentata con la famiglia Portinari.

### L'adolescenza napoletana (1327-1340)

#### Un ambiente cosmopolita: la formazione da autodidatta

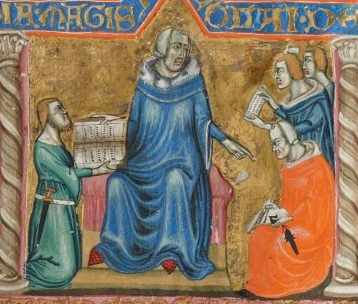
Cristoforo Orimina, Re Roberto d'Anjou circondato dai suoi scrivani, miniatura del XIV secolo

Boccaccino desiderava che il figlio si avviasse alla professione di mercante, secondo la tradizione di famiglia. Dopo avergli fatto fare un breve tirocinio a Firenze, nel 1327 decise di portare con sé il giovane figlio a Napoli, città dove egli svolgeva il ruolo di agente di cambio per la famiglia dei Bardi. Boccaccio arriva quattordicenne in una realtà totalmente diversa da quella di Firenze: se Firenze era una città comunale fortemente provinciale, Napoli era invece sede di una corte regale e cosmopolita, quella degli Angiò. Il re Roberto d'Angiò (1277-1343) era un sovrano estremamente colto e pio, un appassionato della cultura tanto da avere una notevole biblioteca, gestita dall'erudito Paolo da Perugia.
Il padre Boccaccino vide ben presto, con suo grande disappunto, che quel suo figliolo non si trovava a suo agio negli uffici dei cambiavalute e di come preferisse dedicarsi agli studi letterari. Pertanto, dopo aver cercato di distoglierlo da questi interessi del tutto estranei alla mercatura, iscrisse il figlio a giurisprudenza all'Università di Napoli. Boccaccio vi seguì per un anno accademico (1330-31) le lezioni del poeta e giurista Cino da Pistoia, ma, anziché studiare con lui il diritto, preferì accostarsi alle lezioni poetiche che il pistoiese impartiva al di fuori dell'ambiente accademico. Boccaccio approfondì la grande tradizione stilnovistica in lingua volgare di cui Cino da Pistoia, che aveva intrattenuto amichevoli rapporti con l'amato Dante, era uno degli ultimi esponenti.
Inoltre, Giovanni incominciò a frequentare la corte angioina (dove conobbe, oltre a Paolo da Perugia, anche Andalò del Negro) e a occuparsi di letteratura: scrisse sia in latino, sia in volgare, componendo opere come il Teseida, il Filocolo, il Filostrato e la Caccia di Diana. Un elemento inusitato per l'educazione tipica dell'epoca è il probabile apprendimento di alcune nozioni grammaticali e lessicali del greco da parte del monaco e teologo bizantino Barlaam di Seminara, già conosciuto da Petrarca.
La giovinezza napoletana non si esaurisce, però, soltanto nella frequentazione degli ambienti accademici e di corte: le fiabe e le avventure dei mercanti che Boccaccio sente mentre presta servizio al banco commerciale saranno fondamentali per il grande affresco narrativo che prenderà vita col Decameron.

#### Fiammetta
A questo punto il poeta, divenuto un autodidatta colto ed entusiasta, crea il proprio mito letterario, secondo i dettami della tradizione stilnovistica: Fiammetta, forse tale Maria d'Aquino, figlia illegittima di Roberto D'Angiò. Il periodo napoletano si conclude improvvisamente nel 1340, quando il padre lo richiama a Firenze per un forte problema economico dovuto al fallimento di alcune banche nelle quali aveva fatto importanti investimenti.

### L'inizio del secondo periodo fiorentino (1340-1350)

#### Il ritorno malinconico a Firenze

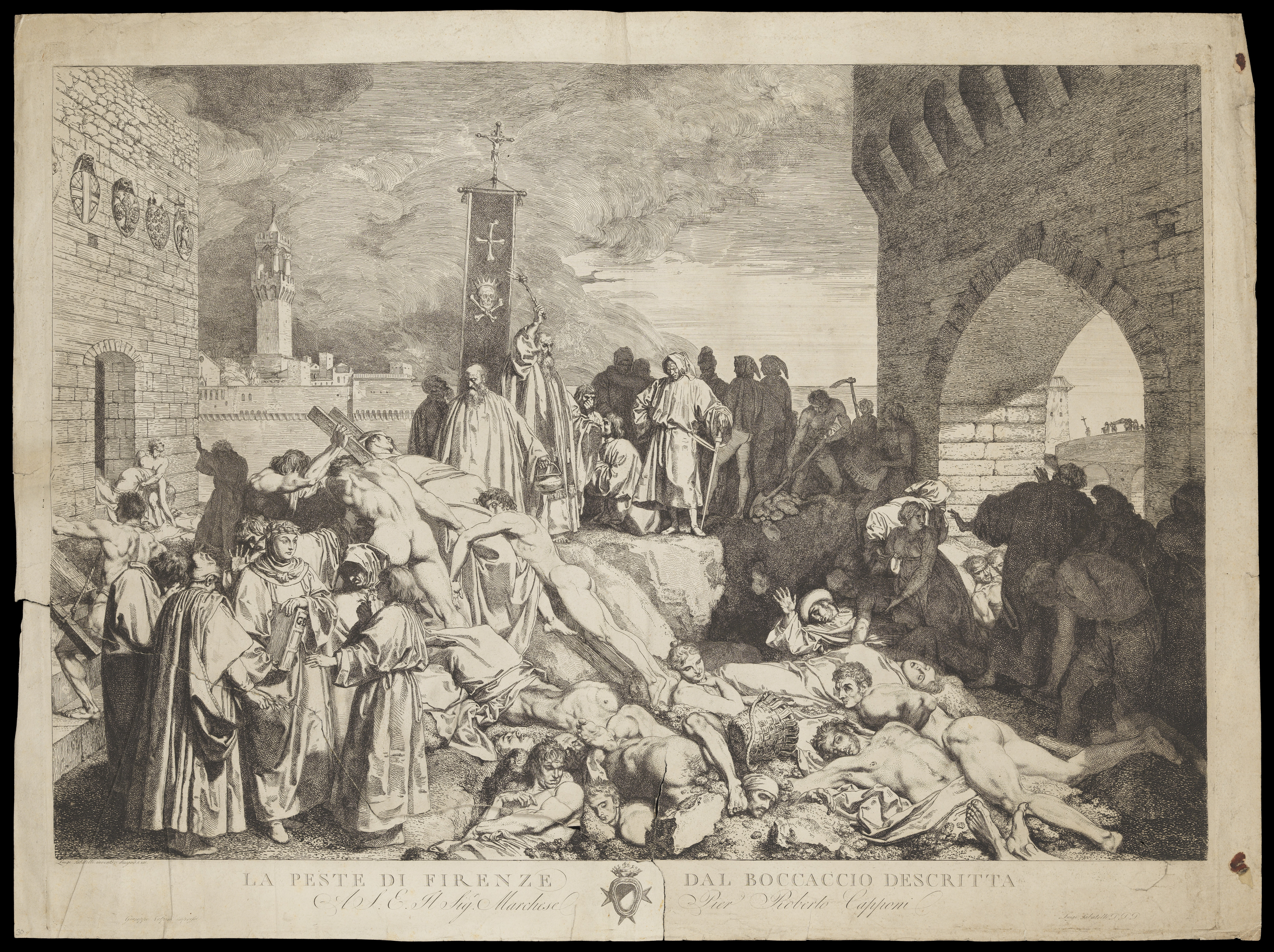
Luigi Sabatelli, La peste di Firenze nel 1348, incisione dell'edizione da lui curata del Decameron. La pestilenza servì a Boccaccio come prologo del suo capolavoro letterario, descrivendo la miseria morale e la morte che regnavano nella società umana.

L'orizzonte di Boccaccio, col ritorno a Firenze agli inizi degli anni quaranta, cambia totalmente dal punto di vista economico e sociale; insofferente verso la vita troppo ristretta e provinciale di Firenze, cercherà per tutta la vita di ritornare nell'amata Napoli, iniziando già nel 1341 con la stesura dell'Epistola V indirizzata al vecchio amico Niccolò Acciaioli, ormai divenuto connestabile del Regno di Napoli. Nonostante quest'insofferenza emotiva per l'abbandono della città partenopea, Boccaccio cercò di accattivarsi l'animo dei suoi concittadini attraverso la realizzazione della Comedia delle Ninfe fiorentine, dell'Amorosa visione e del Ninfale fiesolano.

#### L'intermezzo ravennate (1345-1346) e forlivese (1347-1348)
Tra il 1345 e il 1346 Boccaccio risiedette a Ravenna alla corte di Ostasio da Polenta, presso il quale tentò di ottenere qualche incarico remunerativo e dove portò a compimento la volgarizzazione della terza e della quarta decade dell'Ab Urbe Condita di Tito Livio, dedicando l'impresa letteraria al signore ravennate.
Fallito questo proposito, nel 1347 Boccaccio si trasferì a Forlì alla corte di Francesco II Ordelaffi detto il Grande. Qui frequentò i poeti Nereo Morandi e Checco Miletto de Rossi, col quale mantenne poi amichevole corrispondenza sia in latino sia in volgare. Tra i testi di questo periodo si deve citare l'egloga Faunus, in cui Boccaccio rievoca il passaggio a Forlì di Luigi I d'Ungheria (Titiro, nell'egloga) diretto verso Napoli, a cui si unisce Francesco Ordelaffi (Fauno). Il componimento viene poi incluso dal Boccaccio nella raccolta Buccolicum Carmen (1349-1367).

#### La peste nera e la stesura delDecameron
Nonostante questi soggiorni Boccaccio non riuscì a ottenere i posti desiderati, tanto che tra la fine del 1347 e il 1348 fu costretto a ritornare a Firenze. Il ritorno del Certaldese coincise con la terribile "peste nera" che contagiò la stragrande maggioranza della popolazione, causando la morte di molti suoi amici e parenti, tra cui il padre e la matrigna. Fu durante la terribile pestilenza che Boccaccio elaborò l'opera che sarà la base narrativa della novellistica occidentale, cioè il Decameron, che completò probabilmente nel 1351.

### Boccaccio e Petrarca

#### L'ammirazione per Petrarca

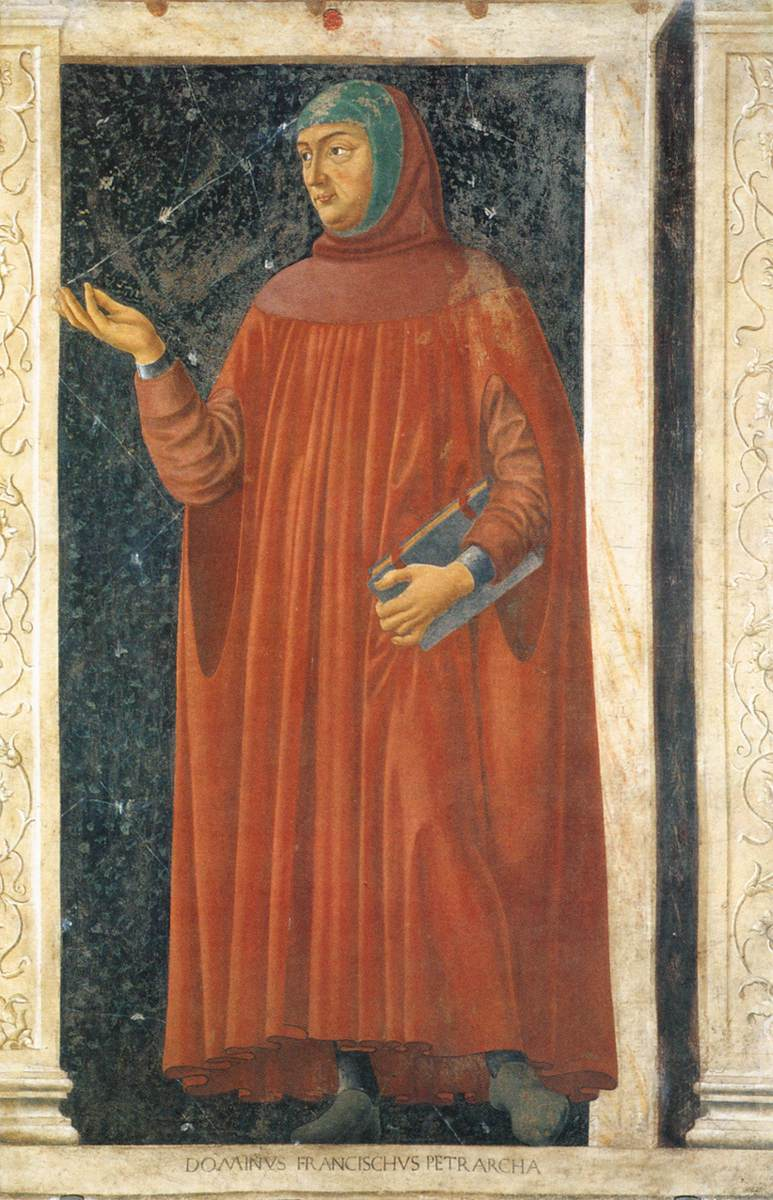
Andrea del Castagno, Francesco Petrarca, particolare tratto dal Ciclo degli uomini e delle donne illustri, affresco, 1450 ca, Galleria degli Uffizi, Firenze. Petrarca fu una figura fondamentale per l'evoluzione intellettuale del Boccaccio, conducendolo alla comprensione del suo rivoluzionario programma culturale.

Boccaccio sentì parlare di Petrarca già durante il soggiorno napoletano: grazie a padre Dionigi da Borgo Sansepolcro (arrivato a Napoli nel 1338) e, forse, a Cino da Pistoia, Boccaccio ebbe notizia di questo giovane prodigioso residente ad Avignone. Ritornato a Firenze, la conoscenza con Sennuccio del Bene e altri vari estimatori fiorentini (i protoumanisti Lapo da Castiglionchio, Francesco Nelli, Bruno Casini, Zanobi da Strada e Mainardo Accursio)) fecero nascere in Boccaccio un interesse e una profonda ammirazione per il letterato aretino.
In questo decennio Boccaccio realizzò alcune composizioni celebrative di Petrarca: la Mavortis Milex del 1339, elogio nei confronti della persona di Petrarca, capace di salvarlo dalla sua degradazione morale; il Notamentum, scritto dopo il 1341 col fine di celebrare Petrarca come il primo poeta laureato a Roma dopo Stazio, come Virgilio redivivo, come filosofo morale alla pari di Cicerone e di Seneca; e infine la De vita et moribus domini Francisci Petracchi, scritta prima del 1350 e ricalcante l'esaltazione del Notamentum, un vero e proprio tentativo di «canonizzazione» dell'Aretino. Grazie alla frequentazione degli amici fiorentini del Petrarca, Boccaccio poté raccogliere nella sua “antologia petrarchesca” i carmi che quest'ultimo scambiava con i suoi discepoli, cercando così di appropriarsi della cultura che tanto ammirava.

#### L'incontro con Petrarca nel 1350
L'incontro di persona con il grande poeta laureato avvenne quando egli, in occasione del Giubileo del 1350, si accinse a lasciare Valchiusa, dove si era rifugiato a causa della grande peste, per andare a Roma. Lungo il tragitto Petrarca, d'accordo con il circolo degli amici fiorentini, decise di fermarsi per tre giorni a Firenze a leggere e spiegare le sue opere. Fu un momento di straordinaria intensità: Lapo da Castiglionchio donò a Petrarca la Institutio oratoria di Quintiliano, mentre Petrarca in seguito invierà loro la Pro Archia, scoperta anni prima nella biblioteca capitolare di Liegi.

#### La conversione all'umanesimo e le scoperte nelle biblioteche (1350-1355)
Dal 1350 in avanti nasce un rapporto profondo tra Boccaccio e Petrarca, che si concretizzerà negli incontri degli anni successivi, durante i quali avvenne gradualmente, secondo un termine coniato dal filologo spagnolo Francisco Rico, la "conversione" del Boccaccio al nascente umanesimo. Fin dalla sua prima giovinezza a Napoli, Boccaccio era entrato in contatto con ricche biblioteche, tra le quali spiccava sicuramente quella del monastero di Montecassino, ove erano custoditi numerosissimi codici di autori pressoché sconosciuti nel resto dell'Europa occidentale: tra questi, Apuleio, Ovidio, Marziale e Varrone. In seguito alla conversione al movimento umanista Boccaccio continuò le sue scoperte: Lattanzio Placido quale commentatore di Stazio; l'opera omnia di Ausonio e, per quanto concerne l'Appendix Virgiliana, oltre al Culex conosceva anche le Dirae. Remigio Sabbadini traccia, in conclusione, l'intera attività di scopritore di Boccaccio:
(Sabbadini, p. 33)
Nel giro di un quinquennio Boccaccio poté avvicinarsi alla mentalità di colui che diverrà il suo praeceptor, constatando l'indifferenza che questi nutriva per Dante e l'ostentato spirito cosmopolita che spinse il poeta aretino a rifiutare l'invito del Comune di Firenze di assumere il ruolo di docente nel neonato Studium e ad accettare invece, nel 1353, l'invito di Giovanni II Visconti, acerrimo nemico dei fiorentini. Superata la crisi dei rapporti per il voltafaccia di Petrarca, Boccaccio riprese le fila delle relazioni culturali tra lui e il circolo degli amici fiorentini, arrivando alla maturazione della mentalità umanista quando nel 1355, donò all'amico due preziosissimi codici: uno delle Enarrationes in Psalmos di sant'Agostino, cui seguì poco dopo quello contenente il De Lingua Latina dell'erudito romano Varrone e l'intera Pro Cluentio di Cicerone.

### Gli anni dell'impegno (1350-1365)

#### Tra incarichi pubblici e problemi privati

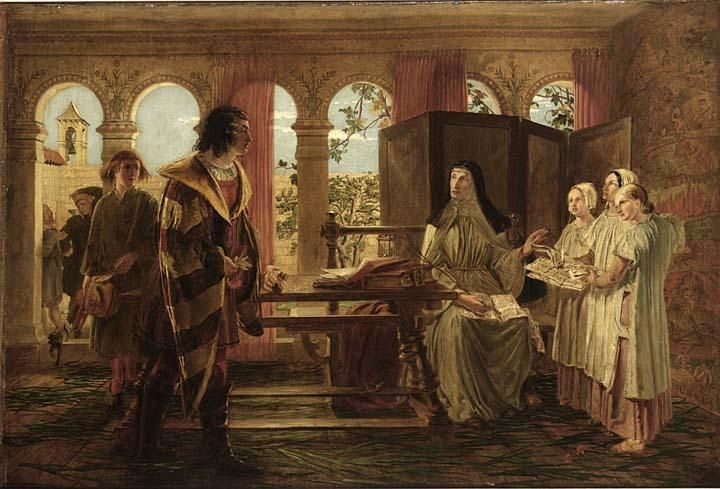
William Bell Scott, Boccaccio fa visita alla figlia di Dante, olio su tela, anno sconosciuto

Mentre Boccaccio consolidava l'amicizia con Petrarca, il primo cominciò a essere impiegato per varie ambasciate diplomatiche dalla Signoria, ben conscia delle qualità retoriche del Certaldese. Già tra l'agosto e il settembre del 1350, per esempio, Boccaccio fu inviato a Ravenna per portare a Suor Beatrice, la figlia di Dante, 10 fiorini d'oro a nome dei capitani della compagnia di Orsanmichele, durante la quale ambasceria avrà probabilmente raccolto informazioni riguardanti l'amato poeta e avrà fatto la conoscenza dell'amico del Petrarca, il retore Donato Albanzani.
Nel 1351, la Signoria incaricò sempre Boccaccio di una triplice missione: convincere Petrarca, che nel frattempo si trovava a Padova, a stabilirsi a Firenze per insegnare nel neonato Studium (i colloqui tra i due si svolsero a marzo); stipulare con Ludovico di Baviera, marchese del Brandeburgo, un'alleanza contro le mire espansionistiche di Giovanni Visconti (dicembre 1351-gennaio 1352); e infine, dopo essere stato nominato uno dei Camerlenghi della Repubblica, quella di convincere Giovanna I di Napoli a lasciare Prato sotto la giurisdizione fiorentina.
Nonostante il fallimento delle trattative con Petrarca, la Signoria rinnovò al Boccaccio la propria fiducia, inviandolo ad Avignone presso Innocenzo VI (maggio-giugno 1354) e, nel 1359, a Milano presso il nuovo signore Bernabò Visconti, città in cui Boccaccio si fermò per visitare Petrarca, la cui casa si trovava vicino a Sant'Ambrogio. Questo decennio di intensa attività politica fu contrassegnato, però, anche da alcune dolorose vicende personali: nel 1355 morì la figlioletta naturale Violante (Boccaccio, in una data imprecisata, venne ordinato prete, come è testimoniato in un beneficio del 1360); sempre nel medesimo anno, lo scrittore provò amarezza e rancore nel non essere stato aiutato dall'influente amico Niccolò Acciaiuoli nell'ottenere un posto alla corte di Giovanna di Napoli. Il 1355 vide però anche un piccolo successo finanziario da parte del Certaldese, in quanto alcuni commerci da lui intrapresi con la città di Alghero gli fruttarono quelle risorse delle quali dimostrerà di poter disporre negli anni successivi, caratterizzati da varie difficoltà economiche.

#### La momentanea caduta in disgrazia
L'anno 1360 segnò una svolta nella vita sociale del Boccaccio. In quell'anno, infatti, durante le elezioni dei priori della Signoria fu scoperta una congiura alla quale parteciparono persone vicine allo stesso Boccaccio. Benché fosse estraneo al tentato colpo di Stato, Boccaccio fu malvisto da parte delle autorità politiche fiorentine, tanto che fino al 1365 non partecipò a missioni diplomatiche o a incarichi politici. 

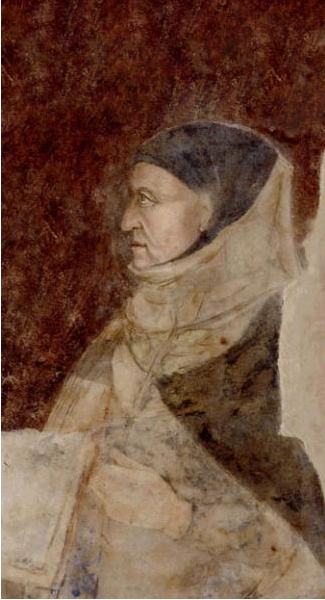
Ritratto di Giovanni Boccaccio in tarda età, particolare da un ciclo d'affreschi dell'Antica sede dell'Arte dei Giudici e Notai (Firenze). È il più antico ritratto esistente del Certaldese.

#### La produzione umanistica e Leonzio Pilato
Nel corso degli anni cinquanta, mentre avanzava nella conoscenza della nuova metodologia umanistica, Boccaccio si accinse a scrivere cinque opere in lingua latina, frutto del continuo studio sui codici dei classici. Tre di queste hanno un carattere erudito (la Genealogia deorum gentilium, il De Canaria et insulis reliquis ultra Hispaniam in Oceano noviter repertis e il De montibus), mentre le restanti (il De Casibus e il De mulieribus claris) hanno un sapore divulgativo. Uno dei più grandi meriti del Boccaccio per la diffusione della cultura umanistica fu l'interesse dimostrato nei confronti del monaco calabrese Leonzio Pilato, erudito conoscitore del greco di cui Petrarca parlò all'amico fiorentino. Ottenuto da parte della Signoria fiorentina che Pilato venisse accolto nello Studium come insegnante di greco, Boccaccio ospitò a sue spese il monaco tra l'agosto 1360 e l'autunno 1362. La convivenza non dovette essere molto semplice a causa del pessimo carattere del Pilato, ma al contempo si rivelò proficua per l'apprendimento del greco da parte del Certaldese. A Firenze Pilato tradusse i primi cinque libri dell'Iliade e l'Odissea (oltre a commentare Aristotele ed Euripide) e realizzò due codici di entrambe le opere, che Boccaccio inviò al Petrarca (1365).

### Il periodo fiorentino-certaldese (1363-1375)
Il periodo che va dal 1363 all'anno della morte (1375) viene denominato «periodo fiorentino-certaldese»: infatti, l'autore del Decameron comincerà sempre più a risiedere a Certaldo, nonostante i maggiorenti fiorentini avessero deciso di reintegrarlo nei pubblici uffici, inviandolo come in passato in missioni diplomatiche.
A partire dal 1363, infatti, Boccaccio risiedette per più di dieci mesi nella cittadina toscana, dalla quale sempre più raramente si mosse anche a causa della salute declinante (negli ultimi anni fu afflitto dalla gotta, dalla scabbia e dall'idropisia). Gli unici viaggi che avrebbe compiuto sarebbero stati per rivedere il Petrarca, alcune missioni diplomatiche per conto di Firenze, oppure per ritentare la fortuna presso l'amata Napoli. Oltre alla decadenza fisica, si aggiunse anche uno stato di abbattimento psicologico: nel 1362 il monaco certosino (e poi beato) Pietro Petroni rimproverò lui e Petrarca di dedicarsi ai piaceri mondani quali la letteratura, critica che toccò nel profondo l'animo di Boccaccio, tanto che questi pensò addirittura di bruciare i propri libri e rinunziare agli studi, vendendo al Petrarca la propria biblioteca.

#### La riabilitazione pubblica
Nel 1365, infatti, Boccaccio fu messo a capo di una missione diplomatica presso la corte papale di Avignone. In quella città il Certaldese doveva ribadire la lealtà dei fiorentini al Papa Urbano V contro le ingerenze dell'imperatore Carlo IV di Lussemburgo. Nel 1367 Boccaccio andò a Roma per congratularsi del ritorno del Papa nella sua sede diocesana.

#### Il circolo di Santo Spirito e l'autorità di Boccaccio

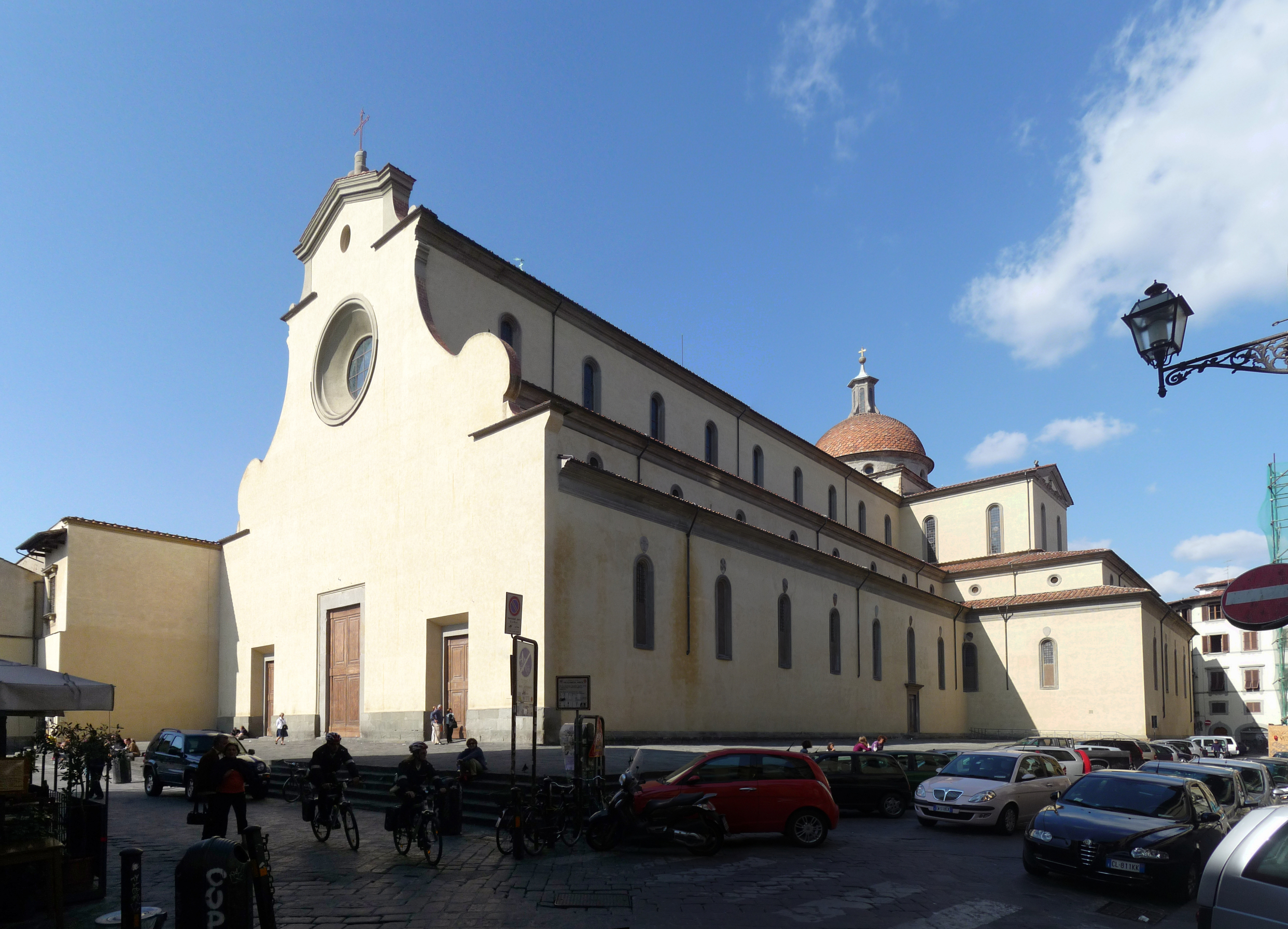
La basilica di Santo Spirito, con l'annesso convento agostiniano, negli ultimi anni del Boccaccio fu luogo d'incontro tra i vari intellettuali vicini alla sensibilità umanistica. Ospitò anche la cosiddetta «Parva libreria», cioè l'insieme dei libri che Boccaccio donò a Martino da Signa, in base alle sue volontà testamentarie.

Gli anni successivi videro sempre più un rallentamento dei viaggi del Boccaccio: nel 1368 incontrò per l'ultima volta l'amico Petrarca, ormai stabile ad Arquà; tra il 1370 e il 1371 fu a Napoli, città in cui decise sorprendentemente di non fermarsi più a risiedere per l'età avanzata e la salute sempre più malandata. Lo scopo principale del Certaldese, negli ultimi anni di vita, fu quello di portare a termine le sue opere latine e rafforzare il primato della cultura umanistica in Firenze. Fu proprio in questi anni che Boccaccio, già ammirato dall'élite culturale italiana, poté crearsi una cerchia di fedelissimi a Firenze presso il convento agostiniano di Santo Spirito. Tra questi si ricordano fra Martino da Signa, Benvenuto da Imola e, soprattutto, il notaio e futuro cancelliere della Repubblica Coluccio Salutati.

#### Gli ultimi anni
A fianco della produzione umanistica, Boccaccio continuò a coltivare il suo amore per la poesia volgare, specie per Dante. Preparò un'edizione manoscritta della Divina Commedia, correggendone criticamente il testo, e scrisse il Trattatello in laude di Dante, realizzato in più redazioni tra il 1357 e il 1362, fondamentale per la biografia dantesca. Nel 1370, inoltre, trascrisse un codice del Decameron, il celeberrimo Hamilton 90 scoperto da Vittore Branca. Nonostante le malattie si facessero sempre più gravi, Boccaccio accettò un ultimo incarico dal Comune di Firenze, iniziando una lettura pubblica della Commedia dantesca nella Badia Fiorentina, interrotta al canto XVII dell'Inferno a causa del tracollo fisico.

#### La morte e la sepoltura

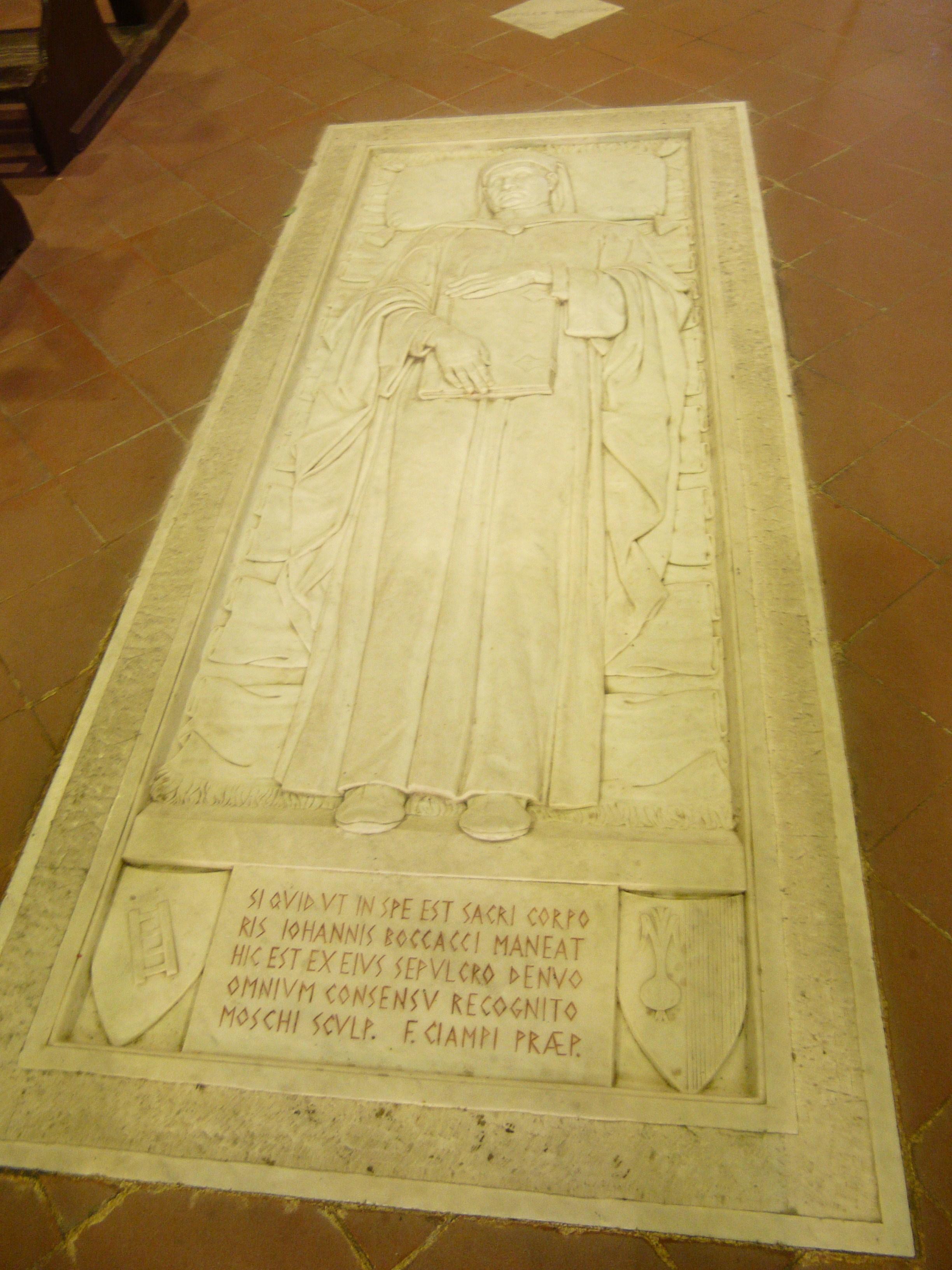
Lastra tombale, realizzata tra la fine del XIX e l'inizio del XX secolo, in onore di Giovanni Boccaccio, al centro della navata della chiesa dei Santi Jacopo e Filippo a Certaldo

Gli ultimi mesi passarono tra le sofferenze fisiche e il dolore per la perdita dell'amico Petrarca, morto tra il 18 e il 19 luglio del 1374. A testimonianza di questo dolore abbiamo l'Epistola XXIV indirizzata al genero dello scomparso Francescuolo da Brossano, in cui il poeta rinnova l'amicizia con il poeta laureato, sentimento che si protrarrà oltre alla morte. Infine, il 21 dicembre 1375 Boccaccio spirò nella sua casa di Certaldo. Pianto sinceramente dai suoi contemporanei o discepoli (Franco Sacchetti, Coluccio Salutati) e dai suoi amici (Donato degli Albanzani, Francescuolo da Brossano, genero di Petrarca), Boccaccio fu sepolto con tutti gli onori nella chiesa dei Santi Iacopo e Filippo. Sulla sua tomba volle che venisse ricordata la sua passione dominante per la poesia, con la seguente iscrizione funebre:
(Epitaffio funebre di Giovanni Boccaccio)

## Opere
Nella produzione del Boccaccio si possono distinguere le opere della giovinezza, della maturità e della vecchiaia. La sua opera più importante e conosciuta è il Decameron.

### Opere del periodo napoletano
Tra le sue prime opere del periodo napoletano vengono ricordate: Caccia di Diana (1334 circa), Filostrato (1335), il Filocolo (1336-38), Teseida (1339-41).

#### Caccia di Diana(1333-1334)
La Caccia di Diana è un poemetto di 18 canti in terzine dantesche che celebra in chiave mitologica alcune gentildonne napoletane antecedente al 1334. Le ninfe, seguaci della casta Diana, si ribellano alla dea e offrono le loro prede di caccia a Venere, che trasforma gli animali in bellissimi uomini. Tra questi vi è anche il giovane Boccaccio che, grazie all'amore, diviene un uomo pieno di virtù: il poemetto propone, dunque, la concezione cortese e stilnovistica dell'amore che ingentilisce e nobilita l'essere umano.

#### Filostrato(1335)

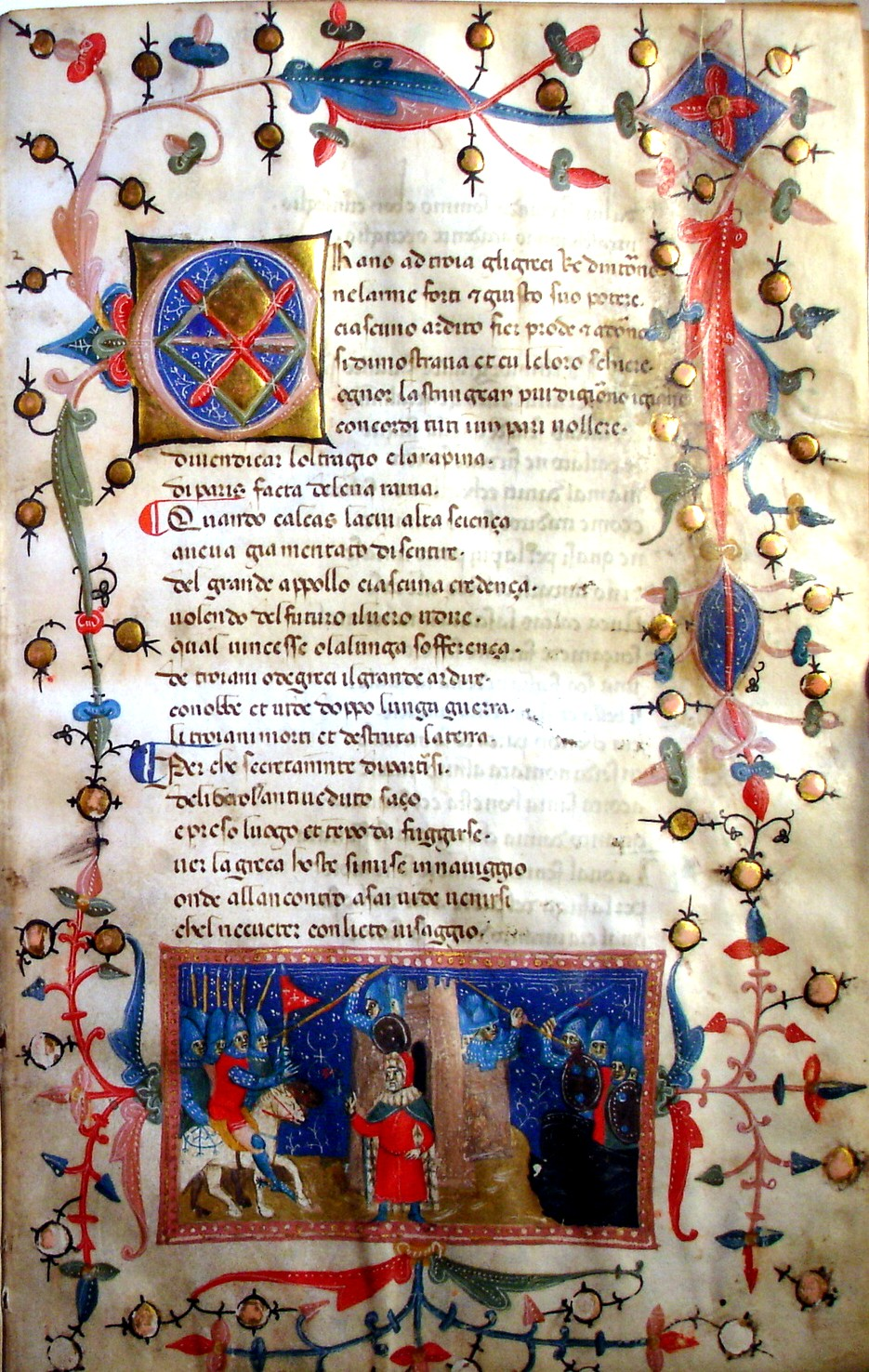
Codice riportante un passo del Filostrato. Codex Christianei, conservato nella Bibliotheca Gymnasii Altonani (Amburgo)

Il Filostrato (che alla lettera dovrebbe significare nel greco approssimativo del Boccaccio «vinto d'amore») è un poemetto scritto in ottave che narra la tragica storia di Troilo, figlio del re di Troia Priamo, che si era innamorato della principessa greca Criseide. La donna, in seguito a uno scambio di prigionieri, torna al campo greco, e dimentica Troilo. Quando Criseide in seguito s'innamora di Diomede, Troilo si dispera e va incontro alla morte per mano di Achille. Nell'opera l'autore si confronta in maniera diretta con la precedente tradizione dei «cantari», fissando i parametri per un nuovo tipo di ottava essenziale per tutta la letteratura italiana fino al Seicento. Il linguaggio adottato è difficile e altolocato, a differenza di quello presente nel Filocolo, in cui è molto sovrabbondante.

#### Filocolo(1336-1339)
Il Filocolo (secondo un'etimologia approssimativa «fatica d'amore») è un romanzo in prosa: rappresenta una svolta rispetto ai romanzi delle origini scritti in versi. La storia ha come protagonisti Florio, figlio di un re saraceno, e Biancifiore (o Biancofiore), una schiava cristiana abbandonata da bambina. I due fanciulli crescono assieme e da grandi, in seguito alla lettura del libro di Ovidio Ars Amandi s'innamorano, come era successo per Paolo e Francesca dopo avere letto Ginevra e Lancillotto. Tuttavia il padre di Florio decide di separarli vendendo Biancifiore a dei mercanti. Florio decide quindi di andarla a cercare e dopo mille peripezie (da qui il titolo Filocolo) la rincontra. Infine, il giovane si converte al cristianesimo e sposa la fanciulla.

#### Teseida delle nozze d'Emilia(1339-1340)

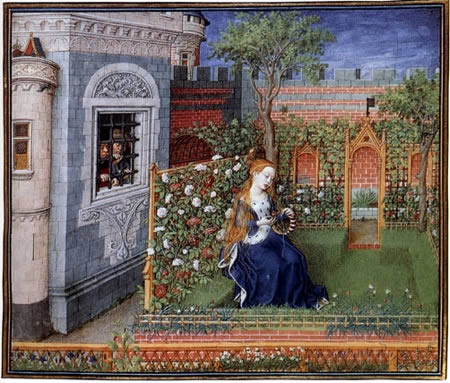
Emilia nel roseto, manoscritto francese del 1460 ca.

Il Teseida è un poema epico in ottave in cui si rievocano le gesta di Teseo che combatte contro Tebe e le Amazzoni e che quindi attinge al ciclo tebano. L'opera costituisce il primo caso in assoluto nella storia letteraria in lingua italiana di poema epico in volgare e già si manifesta la tendenza di Boccaccio a isolare nuclei narrativi sentimentali, cosicché il vero centro della narrazione finisce per essere l'amore dei prigionieri tebani Arcita e Palemone, molto amici, per Emilia, regina delle Amazzoni e cognata di Teseo; il duello fra i due innamorati si conclude con la morte di Arcita e le nozze tra Palemone ed Emilia.

### Opere del periodo fiorentino
Tra le opere scritte durante la sua permanenza nella borghese Firenze emergono La Comedia delle ninfe fiorentine (o Ninfale d'Ameto) del 1341-1342, L'Amorosa visione (1342-1343), la Elegia di Madonna Fiammetta (1343-1344) e il Ninfale fiesolano (1344-1346). Le opere della giovinezza riguardano il periodo compreso tra il 1333 e il 1346.

#### Comedia delle ninfe fiorentine(1341-1342)
La Comedia delle ninfe fiorentine (o Ninfale d'Ameto) è una narrazione in prosa, inframmezzata da componimenti in terzine cantati da vari personaggi. Narra la storia di Ameto, un rozzo pastore che un giorno incontra delle ninfe devote a Venere e si innamora di una di esse, Lia. Nel giorno della festa di Venere le ninfe si raccolgono intorno al pastore e gli raccontano le loro storie d'amore. Alla fine Ameto è immerso in un bagno purificatore e comprende così il significato allegorico della sua esperienza: infatti le ninfe rappresentano la virtù e l'incontro con esse lo trasformarono da essere rozzo e animalesco in uomo.

#### Amorosa visione(1342-1343)
L'Amorosa visione è un poema in terzine suddiviso in cinquanta canti realizzato tra il 1342 e il 1343. La narrazione vera e propria è preceduta da un proemio costituito da tre sonetti che, nel loro complesso, formano un immenso acrostico, nel senso che essi sono composti da parole le cui lettere (vocali e consonanti) corrispondono ordinatamente e progressivamente alle rispettive lettere iniziali di ciascuna terzina del poema. La vicenda descrive l'esperienza onirica di Boccaccio che, sotto la guida di una donna gentile perviene a un castello, sulle cui mura sono rappresentate scene allegoriche che vedono protagonisti illustri personaggi del passato. Più in dettaglio in una stanza sono rappresentati i trionfi di Sapienza, Gloria, Amore e Ricchezza, nell'altra quello della Fortuna, grazie ai cui exempla spera di portare Boccaccio alla purezza dell'anima. Se l'influenza dantesca è notevole (sia per la tematica del viaggio sia della visione), Boccaccio però si dimostra restio nel giungere alla redenzione: preferisce concludere la vicenda rinnegando l'esperienza formativa e rifugiandosi con Fiammetta nel bosco da cui era iniziata la vicenda, anche se poi il desiderio amoroso verso di lei non si compirà per l'improvvisa sparizione dell'amata.

#### Elegia di Madonna Fiammetta(1343-1344)

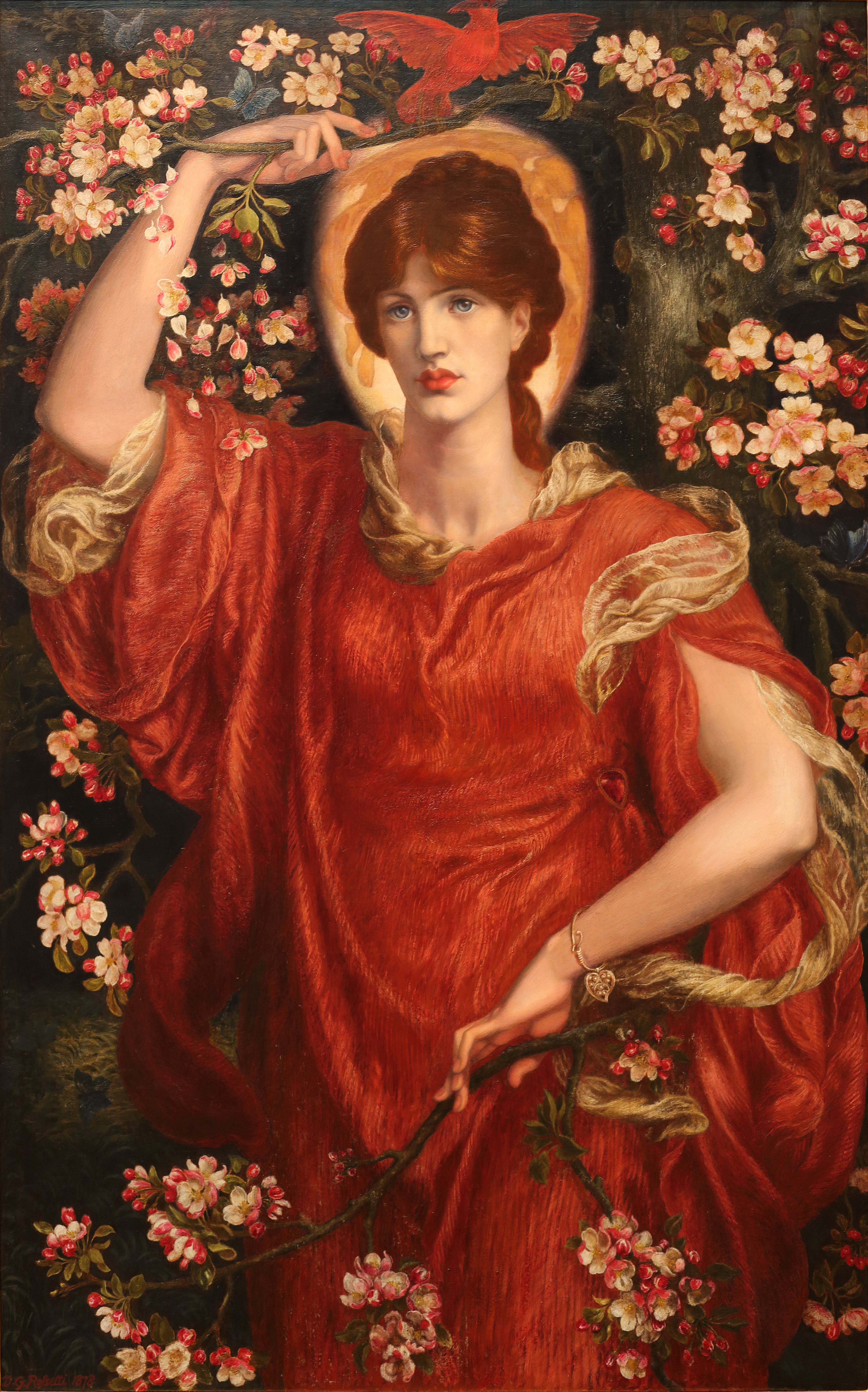
A Vision of Fiammetta, olio su tela dipinto da Dante Gabriel Rossetti, 1878

L'Elegia di Madonna Fiammetta è un romanzo in prosa suddiviso in nove capitoli che racconta di una dama napoletana abbandonata e dimenticata dal giovane fiorentino Panfilo. La lontananza di Panfilo le crea grande tormento, accresciuto dal fatto che Fiammetta è sposata e deve nascondere al marito il motivo della sua infelicità. L'opera ha la forma di una lunga lettera rivolta alle donne innamorate; la lunga confessione della protagonista consente una minuziosa introspezione psicologica. La vicenda è narrata dal punto di vista della donna, un elemento nettamente innovativo rispetto a una tradizione letteraria nella quale la donna era stata oggetto e non soggetto amoroso: essa non viene più a essere ombra e proiezione della passione dell'uomo, ma attrice della vicenda amorosa.

#### Ninfale fiesolano(1344-1346)
Il Ninfale fiesolano è un poemetto eziologico in 437 ottave realizzato tra il 1344 e il 1346 che racconta le origini di Fiesole e Firenze: l'opera è un cordiale omaggio alla città di Firenze, di cui il Boccaccio cercava di attirarsi i favori. Il giovane pastore Africo, che vive sulle colline di Fiesole coi genitori, sorpresa nei boschi un'adunata di ninfe di Diana, s'innamora di Mensola, che, con le altre ninfe della dea, è obbligata alla castità. Dopo una vicenda d'amore tormentata, dovuta all'impossibilità dell'amore tra una dea ancella di Venere e un mortale, Africo si suicida e il suo sangue cade nel torrente. La ninfa però è incinta e, nonostante si sia nascosta in una grotta, aiutata dalle ninfe più anziane, viene un giorno scoperta da Diana, che la trasforma nell'acqua del torrente, che da quel giorno in poi assumerà il suo nome. Il bambino viene invece affidato a un'altra ninfa, che lo consegnerà alla madre del povero pastore.

### IlDecameron(1348-1353)

#### Titolo e struttura

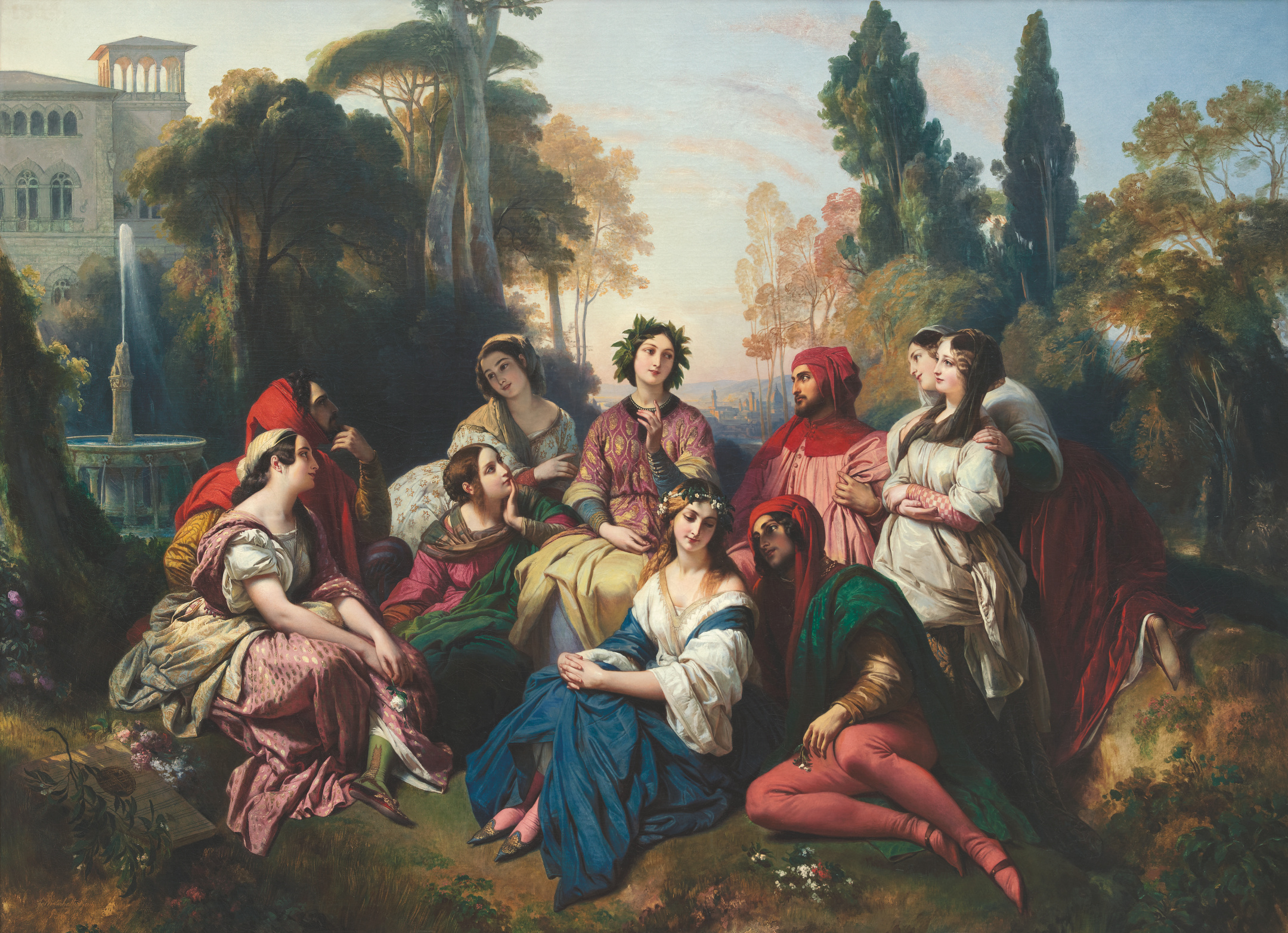
The Decameron, olio su tela del 1837 di Franz Xaver Winterhalter

Il capolavoro di Boccaccio è il Decameron, il cui sottotitolo è Il principe Galeotto (a indicare la funzione che il libro avrà di intermediario tra amanti) e il cui titolo fu ricalcato dal trattato Exameron di sant'Ambrogio. Il libro narra di un gruppo di giovani (sette ragazze e tre ragazzi) che, durante l'epidemia di peste del 1348, incontratisi nella chiesa di Santa Maria Novella, decidono di rifugiarsi sulle colline presso Firenze. Per due settimane l'«onesta brigata» s'intrattiene serenamente con passatempi vari, in particolare raccontando a turno le novelle, raccolte in una cornice narrativa dove si intercavallano più piani narrativi: ciò permette al Boccaccio di intervenire criticamente su varie tematiche connesse ad alcune novelle che già circolavano liberamente.

#### LaBrigata
I nomi dei dieci giovani protagonisti sono Fiammetta, Filomena, Emilia, Elissa, Lauretta, Neifile, Pampinea, Dioneo, Filostrato e Panfilo. Ogni giornata ha un re o una regina che stabilisce il tema delle novelle; due giornate però, la prima e la nona, sono a tema libero. L'ordine col quale vengono decantate le novelle durante l'arco della giornata da ciascun giovane è prettamente casuale, con l'eccezione di Dioneo (il cui nome deriva da Dione, madre della dea Venere), che solitamente narra per ultimo e non necessariamente sul tema scelto dal re o dalla regina della giornata, risultando così essere una delle eccezioni che Boccaccio inserisce nel suo progetto così preciso e ordinato. L'opera presenta invece una grande varietà di temi, di ambienti, di personaggi e di toni; si possono individuare come centrali i temi della fortuna, dell'ingegno, della cortesia e dell'amore.

#### Tematiche
Il Decameron è, secondo le parole del padre della storiografia letteraria italiana Francesco de Sanctis, «la terrestre Commedia»: in essa Boccaccio dimostra di aver saputo magistralmente affrescare l'intero codice etico dell'essere umano, costretto ad affrontare situazioni in cui si richiede l'ingegno per superare le difficoltà poste dalla Fortuna. In Boccaccio, ormai, è completamente svincolata da forze sovrannaturali (come nel caso di Dante, che riflette sulla Fortuna nel VII canto dell'Inferno), lasciandola gestire e affrontare dal protagonista. La narrazione di tematiche erotiche o sacrileghe (come per esempio quelle relative alla novella di Ferondo in Purgatorio, o di Masetto da Lamporecchio) non è giudicata moralmente dall'autore, che invece guarda con sguardo neutralmente ironico quanto possa essere ricca e variegata l'umanità.

### Opere della vecchiaia

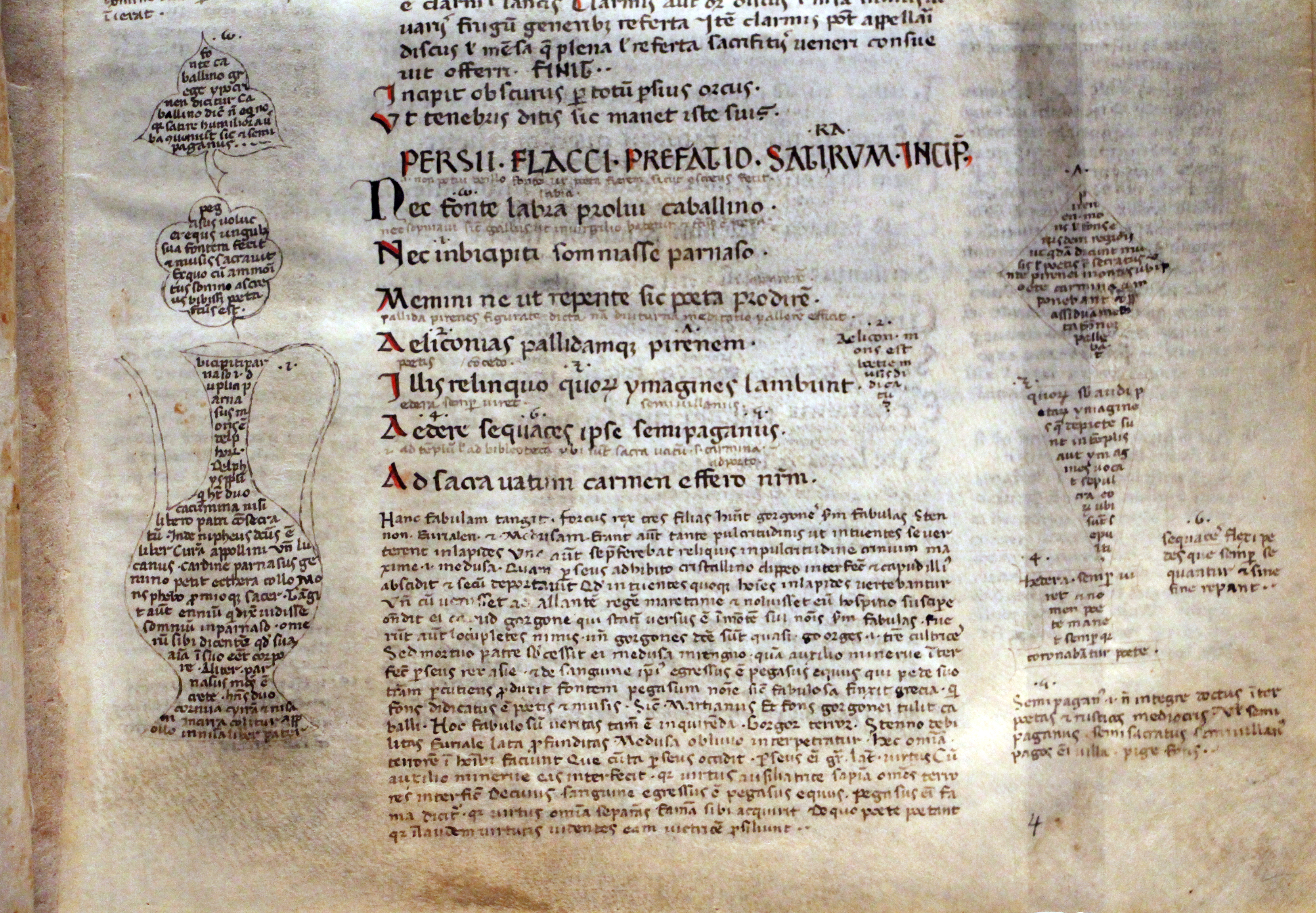
Miscellanea latina copiata dal Boccaccio, XIV secolo, Pluteo 33.31, 05, conservato alla Biblioteca Medicea Laurenziana di Firenze

Nell'ultimo ventennio della sua vita Boccaccio si dedicò sia alla stesura di opere impregnate della nuova temperie umanistica sia a quelle in lingua volgare, continuando pertanto quel filone che si protraeva fin dagli anni napoletani. Nel primo caso Boccaccio si dedicò alla stesura di opere enciclopediche (la Genealogia deorum gentilium e il De montibus) sulla scia dell'amico e maestro Petrarca, affiancandola anche a quelle dal sapore più narrativo quali il De mulieribus claris e il De casibus virorum illustrium (quest'ultima opera dedicata al siniscalco del Regno di Napoli Mainardo Cavalcanti), impregnate comunque di un sapore moralisticheggiante per il fine etico di cui esse sono portavoce. Tornando sul filone della letteratura in lingua volgare, dell'ultimo Boccaccio si ricorda principalmente Il Corbaccio (o Laberinto d'amore), opera dal titolo oscuro, datato dopo il 1365 e nettamente in controtendenza rispetto alla considerazione positiva che le donne ebbero nell'economia letteraria boccacciana. La narrazione è incentrata sull'invettiva contro le donne: il poeta, illuso e rifiutato da una vedova, sogna di giungere in una selva (che richiama il modello dantesco) nella quale gli uomini che sono stati troppo deboli per resistere alle donne vengono trasformati in bestie orribili. Qui incontra il defunto marito della donna che gli ha spezzato il cuore, il quale, dopo avergli elencato ogni sorta di difetto femminile, lo spinge ad allontanare ogni suo pensiero da esse lasciando più ampio spazio ai suoi studi, che invece innalzano lo spirito. Da segnalare, infine, le Esposizioni sopra la Commedia, frutto dei commenti esegetici tenuti in Santo Stefano in Badia poco prima della morte.

## Pensiero e poetica

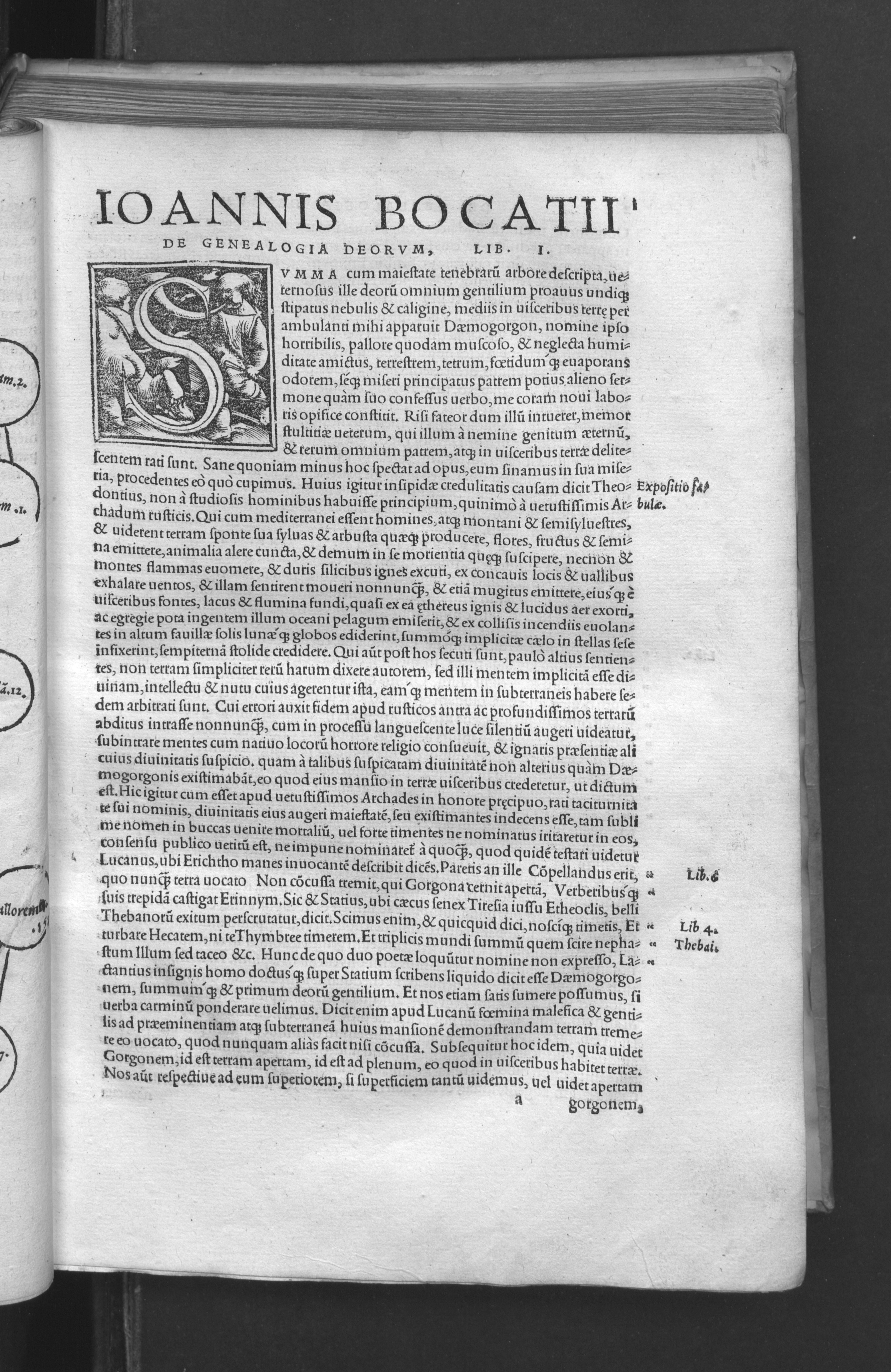
Genealogia deorum gentilium, 1532. Da BEIC, biblioteca digitale

### Tra Dante e Petrarca

#### Tra Medioevo e umanesimo
La figura di Boccaccio, sia umana sia letteraria, rappresenta un ponte tra il Medioevo e l'età moderna. Attratto, da un lato, verso il mondo medievale per il suo attaccamento alla città natale e ai valori dell'età di mezzo, dall'altro il suo ottimismo e la sua fiducia nelle potenzialità dell'essere umano lo portano già a essere un protoumanista quale il suo maestro Petrarca. Al contrario di quest'ultimo, infatti, Boccaccio si rivelò sempre attaccato alla città natale Firenze, rivelando un'affinità straordinaria con l'atteggiamento dantesco. Comunque, se Dante si considerava come figlio dell'amata Firenze, tanto da non riuscire a lenire il dolore col passare degli anni, Boccaccio sentì la lontananza anche di Napoli, la città della giovinezza.

#### Una sensibilità moderna e medievale al contempo
Boccaccio dimostrò una sensibilità moderna nell'affrontare le vicende umane, legate alla volubile fortuna, dandole un'ottica decisamente più "laica" rispetto a Dante: da qui, Francesco de Sanctis giunse a definire Boccaccio come il primo scrittore distaccato dalla mentalità medievale. Al contrario il maggiore studioso di Boccaccio del XX secolo, Vittore Branca, nel suo libro Boccaccio medievale, tese a rimarcare la mentalità medievale del Certaldese, su cui si basano i valori, le immagini e le scene delle novelle. Uno dei massimi filologi italiani del XX secolo, Gianfranco Contini, espresse il medesimo giudizio e chiosò dicendo che «oggi il Boccaccio appare per un verso di cultura medievale e retrospettiva, per un altro buon deuteragonista italiano di quel movimento aristocratico che fu l'Umanesimo».
I due termini, al contrario di quanto si creda, non sono del tutto sinonimi fra di loro. Se boccacciano è un aggettivo usato soltanto nella terminologia scientifica (es: studi boccacciani; poetica boccacciana), boccaccesco può essere usato sì come omonimo di boccacciano se usato nella terminologia accademica, ma è usato soprattutto per indicare la vicinanza alle tematiche licenziose proprie di alcune novelle del Decameron.

### Lo "sperimentalismo boccacciano"
Già fin dal periodo napoletano Boccaccio dimostra un'incredibile versatilità nel campo delle lettere, sapendo con maestria adoperare il materiale letterario con cui entra in contatto, rielaborandolo e producendo nuovi lavori originali. Nel clima cosmopolita napoletano, ove l'etica cavalleresca francese importata dagli Angiò, le influenze arabo-bizantine, l'erudizione di corte e la presenza di cultori della memoria dantesca si incontrano fra i vicoli della città partenopea, Boccaccio dà adito a uno sperimentalismo in cui tutti questi elementi si incrociano. Prendendo, per esempio, il Filocolo, primo romanzo in volgare italiano, si può notare che:
- il titolo è un grecismo[142].
- la narrazione riprende la vicenda amorosa di Fiorio e Biancifiore, legata alla tradizione occitanica[142].
- influssi classicisti, per il modello della Historia distructionis Troiae di Guido delle Colonne[143].

### La narrativa moderna
Con la narrativa promossa dal Boccaccio, la prosa letteraria italiana raggiunge un livello elevatissimo. Grazie alla volgarizzazione di Tito Livio Boccaccio adotta infatti un periodare delle frasi più sciolto, meno paratattico e incentrato invece sulla concatenazione gerarchica dei periodi, tipica dell'opera liviana. Tale stile fluido e scorrevole, intriso di un linguaggio proprio della dimensione quotidiana (resa ancor più marcata dalla presenza di dialettismi e da contesti dominati da doppi sensi), si contrappone decisivamente al resto della produzione letteraria in prosa, caratterizzata da un periodare paratattico e asciutto.

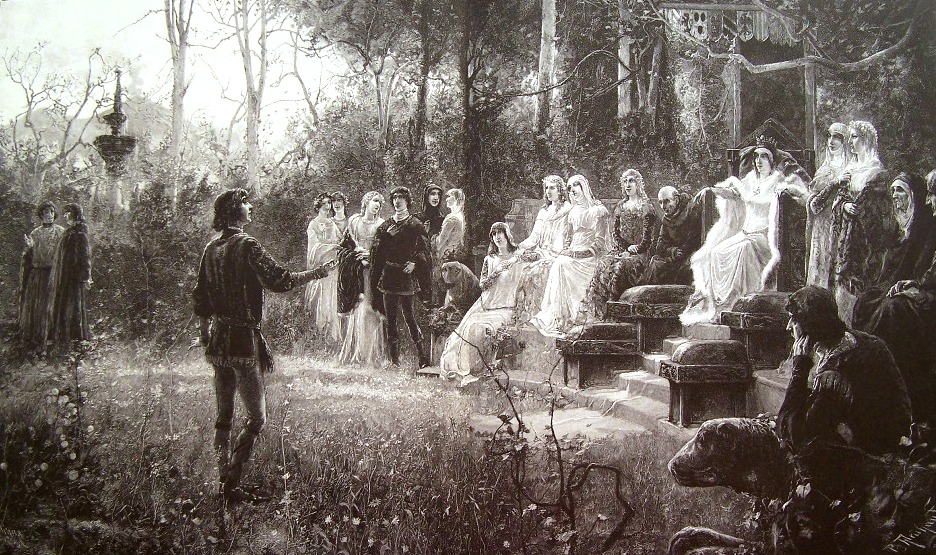
P. Salinas, Boccaccio alla corte di Giovanna di Napoli, 1892. La corte napoletana fu la vera fucina ove Boccaccio apprese e fece proprio il materiale narrativo che sfoggerà nel corso della sua attività letteraria.

### L'umanesimo di Boccaccio

#### Il valore del greco
Boccaccio, in certe occasioni, si dimostrò più volte in disaccordo con Petrarca man mano che il Certaldese si impadroniva dei principi della lezione umanistica. A parte la crisi del 1354, dovuta al trasferimento di Petrarca nella nemica Milano, tra Boccaccio e il poeta aretino ci fu uno scontro sul valore che il greco antico poteva apportare alla cultura occidentale: se per Petrarca tutta l'eredità della cultura greca fu assorbita da quella latina, Boccaccio (che fu a stretto contatto col lavoro di traduzione di Leonzio Pilato) invece ritenne che i Latini non avessero assorbito tutte le nozioni della civiltà ellenica. Come gli antichi Romani imitarono e ripresero la letteratura greca, così anche gli umanisti dovevano riprenderne il pensiero. La lungimiranza culturale di Boccaccio, la cui proposta culturale trovò conferma già sotto la generazione d'umanisti successiva, fu in questo modo sintetizzata dal filologo bizantino Agostino Pertusi:
(Agostino Pertusi in Branca 1977, p. 118)

#### L'erudizione "didattica" e l'umiltà del Boccaccio

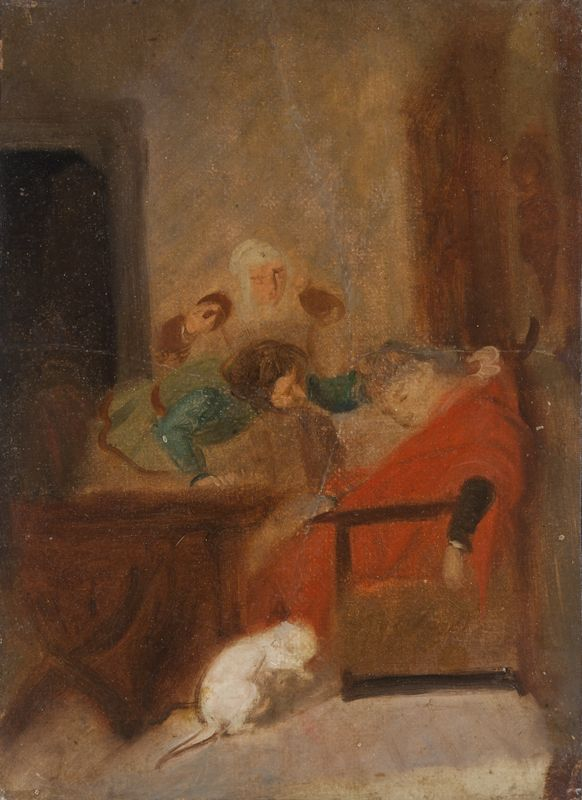
Enrico Pollastrini (1817-1876), Morte di Giovanni Boccaccio, Olio su carta applicata a tela, data sconosciuta

Al contrario del maestro Petrarca, Boccaccio cercò sempre di fornire un'utilità pratica alle sue opere umanistiche di carattere erudito. Sia nella Genealogia sia nel De montibus, infatti, Boccaccio ebbe come scopo quello di fornire dei prontuari enciclopedici volti a conservare il patrimonio della cultura classica e a trasmetterlo alla posterità. Nel caso del Proemio dei libri della Genealogia, rivolgendosi al destinatario dell'opera, Ugo IV di Lusignano, Boccaccio espresse tale proposito con grande umiltà, dopo aver ricordato la sua inadeguatezza nell'adempiere questo compito, ricordando il valore intellettuale di Petrarca:
(Genealogia deorum gentilium, Proemio Libro I; per la traduzione Geneologia degli Dei. I quindeci libri, tradotti et adornati per messer Giuseppe Betussi da Bassano, 1547)
Lo stesso proposito è proprio del prontuario geografico De montibus, ove sottolinea i possibili punti di "debolezza" dovuti agli errori e alle imprecisioni causate dalla sua ignoranza, ricordando ai lettori di intervenire, qualora si dovessero accorgere di tali mancanze:
(De montibus, conclusione)

## Critica letteraria

Ezra Pound (sinistra) con Vittore Branca. Branca, filologo e uno dei massimi studiosi di Boccaccio del secondo Novecento insieme a Giuseppe Billanovich, contribuì (in collaborazione con Pier Giorgio Ricci) a certificare il carattere autografo del codice Hamilton 90, riportante il Decameron'.

### Italia
Boccaccio ebbe un enorme successo già a partire dalla sua scomparsa. Nella Firenze umanistica, che era debitrice profondamente della lezione filologica impartita dal Boccaccio ai suoi giovani allievi nel circolo di Santo Spirito, la figura del Certaldese è ricordata con affetto e venerazione, come si può notare già dall'epistolario di Coluccio Salutati o dalla Vita di Giannozzo Manetti, delineando, insieme alle biografie di Dante e Petrarca scritte da Leonardo Bruni, il culto delle «tre corone fiorentine». Dopo aver goduto di grande successo anche presso l'umanesimo "volgare" (Lorenzo de' Medici elogiò come grande opera il Decameron) la consacrazione, però, giunse nel 1525, allorché il futuro cardinale e poeta italiano Pietro Bembo, con le sue Prose della volgar lingua, delineò come modello prosaico il Decameron:
(Pietro Bembo, Prose della volgar lingua I, XIX)

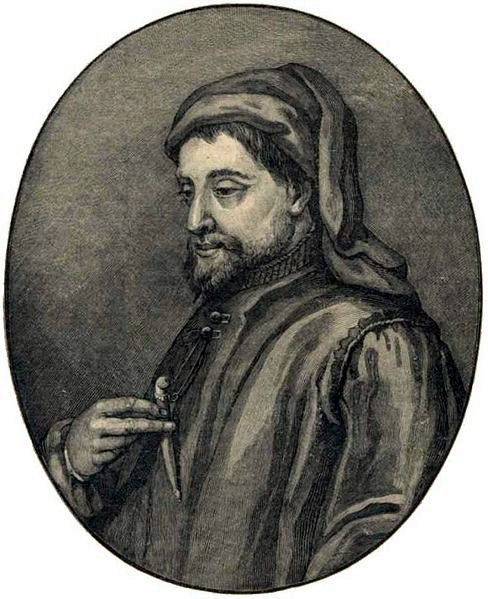
Geoffrey Chaucer, illustrazione dalla History of England di Cassell, 1902 ca.

Se la fortuna della lirica petrarchesca durerà fino al XIX secolo, dando il via al fenomeno del petrarchismo, Boccaccio invece subì una netta condanna da parte del Concilio di Trento, per via dei contenuti "immorali" presenti in molte novelle, ove il Certaldese mise a nudo vizi e difetti del clero: tra il 1573 e il 1574 il filologo e religioso Vincenzio Borghini compì una vera e propria emendatio morale del Decameron, che nel contempo permise all'opera di salvarsi dalla distruzione totale. Soltanto con l'inizio dell'età contemporanea (e della laicizzazione della società), il Boccaccio del Decameron iniziò a essere riconsiderato dalla critica, nonostante alcune timide rivisitazioni ci fossero già state nel corso del XVIII secolo.
Il giudizio favorevole di Ugo Foscolo e di Francesco de Sanctis prima, e di Vincenzo Crescini poi, diede inizio a una fiorente stagione di studi letterari che, nel corso del XX secolo, culminò con gli studi filologici di Vittore Branca, di Carlo Dionisotti e di Giuseppe Billanovich, tesi a dare un'immagine più reale a quella "boccaccesca" affibbiatagli negli ultimi secoli. Contini, al contrario, si pone in contrasto con quest'ottimismo critico-letterario, rimarcando i limiti della prosa boccacciana.

### Europa
Il propagamento del Decameron, secondo quanto ebbe a dire Branca, «è più europeo che italiano»: la diffusione che l'opera ebbe in Francia, in Spagna, in Germania e, soprattutto, in Inghilterra, fu senza precedenti. Nel mondo anglosassone, infatti, Boccaccio fu più di un semplice modello: fu l'ispiratore della pietra miliare che ispirò il primo grande letterato e poeta inglese Geoffrey Chaucer, autore de I racconti di Canterbury, che si strutturano allo stesso modo sia dal punto di vista del genere letterario sia dal punto di vista contenutistico (anche se Chaucer non raccolse più di 24 racconti, invece degli sperati 100). Il successo di Boccaccio in Europa non fu legato, però, soltanto al Decameron, ma anche a quelle opere considerate come "minori", come il De casibus virorum illustrium, il Filocolo e, presso gli eruditi, le enciclopediche latine.
Nel XVIII secolo Boccaccio si affaccia anche in Russia con la prima traduzione delle sue opere. Nikolaj Černyševskij fa dire alla protagonista del suo celebre romanzo Che fare?, nell'ambito di un discorso imperniato sulla natura dell'amore, che le novelle boccacciane esprimono «pensieri freschi, puri, luminosi», e che possono essere affiancate «ai migliori drammi shakespeariani per la profondità e la finezza dell'analisi psicologica».

## Il rapporto con Dante e Petrarca

### Discipulusepraeceptor: Boccaccio e Petrarca

#### Premesse

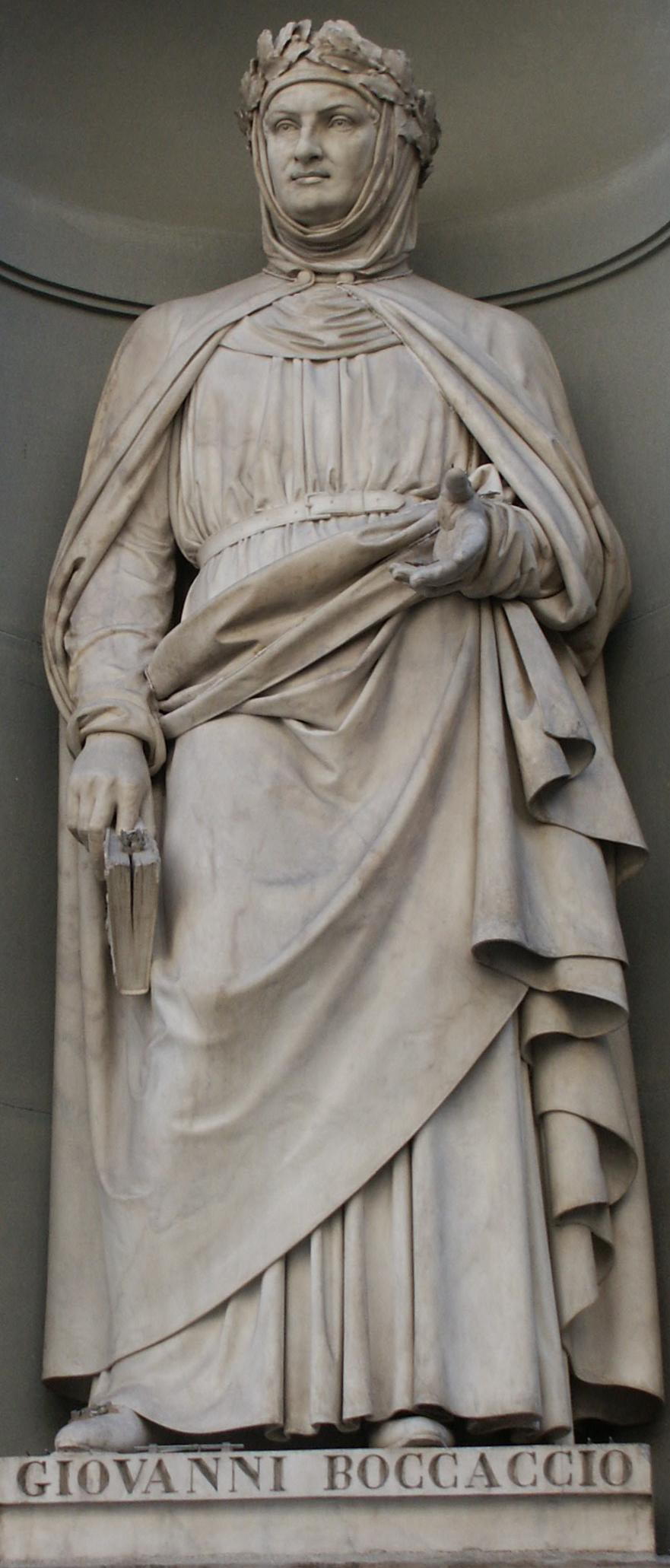
Odoardo Fantacchiotti, Statua di Giovanni Boccaccio, 1845, Loggia degli Uffizi, Firenze

In tutta la sua vita Boccaccio vide nel Petrarca un praeceptor, capace di risollevarlo dai peccati della carne tramite la letteratura classica e la spiritualità agostiniana, giungendo a considerarlo come una vera e propria guida spirituale. Da parte sua l'intellettuale aretino nutriva ancora una sorta di distacco intellettuale dal suo affettuoso amico, benché lo considerasse l'unico a «essergli compagno nella titanica impresa culturale che stava compiendo».
Infatti, Petrarca non permise mai a Boccaccio di accedere del tutto alla sua biblioteca personale, mentre il secondo gli procurava rari codici contenenti opere latine e le versioni dal greco curate da Leonzio Pilato. Era un rapporto ambiguo, che emerge anche dalle ultime quattro Seniles, quando Petrarca, irritato dall'eccessiva preoccupazione di Boccaccio per la sua salute, decise di tradurre l'ultima novella del Decameron, Griselda, in latino, per dimostrare ancora il suo vigore Non si può considerare il rapporto fra i due come un rapporto di “sudditanza psicologica” del Boccaccio nei confronti del Petrarca, quanto invece una «rivendicazione orgogliosa della parte da lui sostenuta perché si affermasse il progetto globale concepito dal Petrarca».
Difatti, bisogna ricordare che non fu soltanto Petrarca a essere praeceptor di Boccaccio, ma anche il contrario: se l'Aretino ha indubbiamente segnato una svolta nel percorso intellettuale del Certaldese, quest'ultimo ha lasciato un'impronta significativa nella produzione letteraria petrarchesca.

#### Tra Seneca e il greco: attriti intellettuali
Boccaccio, in certe occasioni, si dimostrò più volte in disaccordo con Petrarca man mano che il Certaldese si impadroniva dei principi della lezione umanistica: la questione "greca" e quella "senecana". Riguardo alla prima, Boccaccio ribadiva (al contrario del praeceptor) di come fosse necessario recuperare la letteratura greca per una migliore comprensione della civiltà occidentale.
Sulla seconda questione l'Epistola XX, scritta al giurista napoletano Pietro Piccolo da Monteforte, vicino alla cultura umanista e grande appassionato del Boccaccio, rivela la diatriba di natura filologica tra Petrarca e Boccaccio. Quest'ultimo, difatti, dimostra amarezza per essere stato contraddetto da Petrarca sulla questione se esistessero due Seneca distinti fra di loro. Nonostante le procedure filologiche adottate dal Certaldese, che aveva appreso di questa divisione da un errore di Marziale, risultassero esatte, Petrarca ritenne, sulla base dello stile praticamente uguale, che non potessero essere due autori distinti.

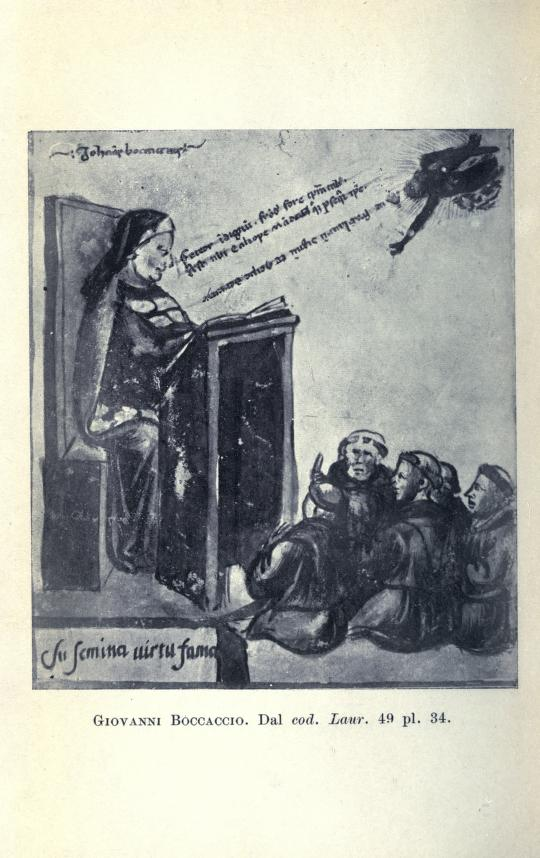
Giovanni Boccaccio in cattedra, miniatura tratta dal Codice Laurenziano 49 Pluteo 34, conservato nella Biblioteca Medicea Laurenziana, Firenze

#### Conclusioni
Concludendo sulla base della sintesi dei due maggiori studiosi del Boccaccio, Vittore Branca e Giuseppe Billanovich, il rapporto fra i due uomini non si può marcare nel semplice binomio preaceptor-discipulus, quanto invece si deve osservare la 
(Vittore Branca, Intertestualità fra Petrarca e Boccaccio, citato in Boccaccio: autore e copista, pp. 39-40)

### Il culto di Dante
Boccaccio, durante tutta la sua vita, fu un appassionato cultore di Dante e della sua opera, che ebbe modo di conoscere fin dalla sua prima giovinezza grazie al contatto con Margherita e Filippa de' Mardolì. Perfezionatosi, poi, alla scuola di Cino da Pistoia, amico dell'Alighieri, già nella Caccia di Diana la presenza delle terzine dantesche indica un precoce avvicinamento alla poetica del venerato modello, che si protrarrà fino al senile Corbaccio, ove la presenza della selva e della visione rimandano inequivocabilmente all'ambientazione infernale dell'immortale poema.
L'avvicinamento alla mentalità umanistica e il culto per Petrarca, però, non distolsero il Boccaccio dalla volontà di diffondere a Firenze il culto per Dante e la sua opera, anche se il giudizio più che ottimista si raffreddò durante la fase umanista, dopo aver constatato la superiorità del Petrarca in lingua latina. Oltre ad aver copiato di suo pugno tre codici della Commedia, il Certaldese scrisse anche il Trattatello in laude di Dante Alighieri (composto in due redazioni tra il 1351 e il 1366) e tenne delle lectiones magistrales sui canti dell'Inferno, fermatesi solo all'esegesi del XVII canto per il brusco declino fisico del Boccaccio. Spesso Boccaccio, nel suo commento dantesco, interviene sul testo di Dante, alterandolo deliberatamente o interpretandolo in base al contesto poetico-narrativo del passo analizzato.

## Edizioni
- Giovanni Boccaccio, Ameto, Bari, Laterza, 1940.
- Giovanni Boccaccio, Commento alla Divina Commedia. 1, Bari, G. Laterza, 1918.
- Giovanni Boccaccio, Commento alla Divina Commedia. 2, Bari, G. Laterza, 1918.
- Giovanni Boccaccio, Commento alla Divina Commedia. 3, Bari, G. Laterza, 1918.
- Giovanni Boccaccio, Commento sopra la Commedia di Dante Alighieri. 1, Firenze, per Ig. Moutier, 1831.
- Giovanni Boccaccio, Commento sopra la Commedia di Dante Alighieri. 2, Firenze, per Ig. Moutier, 1831.
- Giovanni Boccaccio, Commento sopra la Commedia di Dante Alighieri. 3, Firenze, per Ig. Moutier, 1832.
- Giovanni Boccaccio, Il Decameron. 1, Bari, G. Laterza, 1927.
- Giovanni Boccaccio, Il Decameron. 2, Bari, G. Laterza, 1927.
- Giovanni Boccaccio, Epistola a Pino de' Rossi, Impresso in Firenze, per M. B. cl. Florentino, 1487.
- Giovanni Boccaccio, Fiammetta, Impresso in Venesia, per Maximo de Papia, ne gli anni del signore MCCCCLXXXXI adi XXIV septembre.
- Giovanni Boccaccio, Lettere volgari, Firenze, nella Stamperia Magheri, 1834.
- Giovanni Boccaccio, Opere latine minori, Bari, G. Laterza, 1928.
- Giovanni Boccaccio, Rime, Firenze, per Ig. Moutier, 1834.
- Giovanni Boccaccio, Caccia di Diana, Firenze, nella Stamperia Magheri, 1832.
- Giovanni Boccaccio, Comedia delle ninfe fiorentine, Firenze, nella Stamperia Magheri, 1834.
- Giovanni Boccaccio, Corbaccio, [Firenze], [Bartolomeo de' Libri], [dopo il 1497].
- Giovanni Boccaccio, Elegia di Madonna Fiammetta, Bari, Laterza, 1939.
- Giovanni Boccaccio, Filocolo. 1, Firenze, per Ig. Moutier, 1829.
- Giovanni Boccaccio, Filocolo. 2, Firenze, per Ig. Moutier, 1829.
- Giovanni Boccaccio, Filostrato, Firenze, per Ig. Moutier, 1831.
- (LA) Giovanni Boccaccio, Genealogia deorum gentilium, Basileae, apud Io. Heruagium, mense Septembri 1532.
- Giovanni Boccaccio, Ninfale fiesolano, [Venezia], [Tommaso de Piasi], [non dopo il 1492].
- Giovanni Boccaccio, Rufianella, [Venezia], [s.n.], [circa 1490].
- Giovanni Boccaccio, Vita di Dante Alighieri, Firenze, per Ig. Moutier, 1833.

## Boccaccio nel cinema

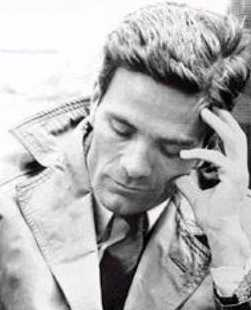
Pier Paolo Pasolini diresse, nel 1971, Il Decameron, vincitore dell'Orso d'argento a Berlino. Alberto Moravia, recensendo il film, ribadì come Pasolini avesse trattato il Decameron come «un libro [...] in cui letteratura e realtà si identificano perfettamente per una rappresentazione totale dell'uomo». Per le tematiche "immorali" presenti in varie scene del film, esso subì numerose censure da parte delle autorità italiane.

Su Giovanni Boccaccio e specialmente sul suo Decameron furono girati moltissimi film, molti dei quali di genere goliardico, parodistico e demenziale, tipico del filone italiano decamerotico:
- Il Decamerone di Gennaro Righelli (1912);
- Boccaccio, di Michael Curtiz (1920)
- Boccaccesca, di Alfredo De Antoni (1928);
- Boccaccio, di Marcello Albani (1940)
- Boccaccio '70, film a episodi diretti da Vittorio De Sica, Federico Fellini, Mario Monicelli e Luchino Visconti (1962);
- Il Decameron di Pier Paolo Pasolini (1971) - primo capitolo della trilogia della vita;
- Boccaccio di Bruno Corbucci (1972);
- Decameron nº 2 - Le altre novelle del Boccaccio di Mino Guerrini (1972);
- Decameron nº 3 - Le più belle donne del Boccaccio di Italo Alfaro (1972);
- Decameron nº 4 - Le belle novelle del Boccaccio di Paolo Bianchini (1972);
- Le calde notti del Decameron di Gian Paolo Callegari (1972);
- Decameroticus di Pier Giorgio Ferretti (1972);
- Quando le donne si chiamavano madonne di Aldo Grimaldi (1972);
- Sollazzevoli storie di mogli gaudenti e mariti penitenti - Decameron nº 69 di Aristide Massaccesi (1972);
- ...e si salvò solo l'Aretino Pietro, con una mano davanti e l'altra dietro... di Silvio Amadio (1972);
- Le notti peccaminose di Pietro l'Aretino di Manlio Scarpelli (1972);
- Fiorina la vacca di Vittorio De Sisti (1972);
- Fratello homo sorella bona di Mario Sequi (1972);
- Il Decamerone proibito di Carlo Infascelli (1972);
- Decameron proibitissimo (Boccaccio mio statte zitto) di Marino Girolami (1972);
- La bella Antonia, prima monica e poi dimonia di Mariano Laurenti (1972);
- Le mille e una notte all'italiana di Carlo Infascelli (1972);
- Novelle galeotte d'amore di Antonio Margheriti (1972);
- Decamerone '300 di Renato Savino (1972);
- Metti lo diavolo tuo ne lo mio inferno di Bitto Albertini (1972);
- Racconti proibiti... di niente vestiti di Brunello Rondi (1972);
- I racconti romani di una ex novizia di Pino Tosini (1972);
- Beffe, licenzie et amori del Decamerone segreto di Walter Pisani (1972);
- ...e continuavano a mettere lo diavolo ne lo inferno di Bitto Albertini (1973);
- Fra' Tazio da Velletri, di Romano Gastaldi (e Aristide Massacesi) (1973);
- Storie scellerate di Sergio Citti (1973);
- Novelle licenziose di vergini vogliose di Michael Wotruba (Aristide Massaccesi) (1973);
- Maraviglioso Boccaccio di Paolo e Vittorio Taviani (2015).

### Esplicative
1. ↑  L'identificazione di Fiammetta con tale principessa angioina è stata smentita da Battaglia Ricci, p. 27, lasciando però aperte supposizioni di una sua identificazione con una donna realmente esistita: 
«Chi fosse la donna che Boccaccio ha tradotto nell'affascinante figura di Fiammetta...ci è ignoto: certo essa non fu la favoleggiata Maria d'Aquino, figlia illegittima di re Roberto, ma non dovette neanche essere un mito creato per intero dalla fantasia del poeta, né un fantasma sostitutivo delle molteplici esperienze amorose del giovane Boccaccio, se in un'occasione seria come quella da cui nasce il sonetto CXXVI [126], scritto per la morte di Petrarca, il poeta poteva parlare di lei come di una beata seduta, con Laura, "nel cospetto di Dio".»
2. ↑  La Pro Archia sarà un modello fondamentale per l'elaborazione di quella difesa della poesia che Boccaccio elaborerà nel Trattatello in laude di Dante e nel XIV libro della Genealogia deorum gentilium. La perfetta poesia, tanto per Cicerone quanto per Boccaccio, dev'essere una poesia che umanizza, che libera l'uomo dalle catene, permettendogli di toccare vette sconosciute alla realtà sensibile. Si veda Billanovich 1995, p. 123
3. ↑  Le prime lettere che costituiscono l'esiguo epistolario boccacciano (Crepor celsitudinis, Mavortis milex extrenue e Nereus amphytritibus) sono pieni di rimandi ad Apuleio, per esempio. Si veda: Rico, p. 225
«Poi lesse tutto ciò che gli capitava tra le mani e tutto mischiato: le cansos dei trovatori e le Metamorfosi di Apuleio, Dante e Ovidio, trattati filosofici e romans francesi, Andrea Cappellano e Stazio...»
Nocita, Dictamina
4. ↑  Boccaccio esprimerà la sua indignatio nell'Epistola X Archiviato l'11 giugno 2015 in Internet Archive., indirizzata a Francesco Petrarca, ove, grazie alla tecnica retorica dello sdoppiamento e a topoi letterari, Boccaccio si lamenta col magister di come Silvano (il nome letterario usato nella cerchia petrarchesca per indicare il poeta laureato) avesse osato recarsi presso il tiranno Giovanni Visconti (identificato in Egonis):«Audivi, dilecte michi, quod in auribus meis mirabile est, solivagum Silvanum nostrum, transalpino Elicone relicto, Egonis antra subisse, et muneribus sumptis ex pastore castalio ligustinum devenisse subulcum, et secum pariter Danem peneiam et pierias carcerasse sorores».
5. ↑  In Branca 1977, p. 103 si ricorda come uno sdegnato Boccaccio scrisse contro l'Acciaiuoli l'Egloga VIII, il cui contenuto è riassunto anche da: Nocita, Buccolicum carmen
«Con Midas Boccaccio denuncia l'inaffidabilità di Niccolò Acciaiuoli, vendicandosi del “tradimento” dell'influente amico.»
6. ↑  Battaglia Ricci, p. 29 posticipa la data della brusca rottura con le autorità politiche fiorentine al 1361/62.
7. ↑  Le spoglie del Boccaccio non ebbero un riposo adeguato. Riesumato nel 1783 in vigore delle leggi sui cimiteri legiferate dal granduca Pietro Leopoldo, il corpo di Boccaccio fu "scoperto", agli inizi del '900, dal preposto di Certaldo don Alessandro Pieratti. Le ossa ritrovate furono identificate con quelle del Boccaccio, nel "Convegno dei dotti" del 1949. Si veda: Casa del Boccaccio, Tomba del Boccaccio.
8. ↑  Curioso e ambiguo è il rapporto di Petrarca con il Decameron, come messo in luce da Battaglia Ricci, p. 257. Il fondatore dell'Umanesimo, infatti, ebbe, come ricordato nella Senile Archiviato il 5 febbraio 2016 in Internet Archive. XVII, 3 Archiviato il 5 febbraio 2016 in Internet Archive. (circa 1373), una copia del capolavoro dell'amico («Librum tuum, quem nostro materno eloquio ut opinor olim iuvenis edidisti, nescio quidem unde vel qualiter, ad me delatum vidi», cioè Vidi che mi è stato consegnato il tuo libro che, nel nostro idioma materno, è stato pubblicato quando fosti giovane, come penso). Se da un lato un Petrarca, con tono sufficiente, affermò di non averlo letto, ma di avergli dato un'occhiata veloce (« Nam si dicam legi, mentiar [...] Quid ergo? Excucurri eum...», cioè Se infatti dicessi che sia stato letto, mentirei [...] Che cosa dunque? Gli diedi un'occhiata...), d'altro canto dimostra di averlo divertito («Delectatus sum in ipso transitu», cioè Mi dilettai nello sfogliarlo).
9. ↑  Marziale, in Epigrammata I, 61 vv. 7-8, aveva parlato di «Duosque Senicas». Boccaccio, che era entrato in possesso di un codice di Marziale dopo aver consultato la biblioteca di Montecassino (ora conservato nella Biblioteca Ambrosiana di Milano, il C67 supr), ritenne che ci fossero due Seneca. Il codice, però, conteneva un errore: il destinatario non era Seneca, ma Severo. Si consulti, per la spiegazione, Billanovich 1995, pp. 109-116.

### Riferimenti
1. 1 2 3 4 5 6 7  Sapegno.
2. ↑  Branca 1977, pp. 192-193, nota 23
«Il Salutati... innalzò un lamento altissimo nell'Ep. III 25 a Francescuolo da Brossano: "vigesima quidem prima die decembris Boccaccius noster interiit...»
3. ↑   Percorso della memoria, su enteboccaccio.it, Ente Nazionale Giovanni Boccaccio. URL consultato l'8 marzo 2020 (archiviato dall'url originale l'8 febbraio 2020).
4. ↑  Rico, p. 228
«Comunque sia, Boccaccio morì il 21 dicembre del 1375...»
5. ↑   certaldése, su treccani.it, Treccani. URL consultato l'11 giugno 2015.
6. ↑   Giovanni Boccaccio su sapere.it, su sapere.it. URL consultato il 1º marzo 2016.
7. ↑  Luperini.
8. ↑   Vittorio Coletti, Storia della lingua italiana, a cura di Raffaele Simone, collana Enciclopedia dell'Italiano, 2. M-Z, Roma, Istituto della Enciclopedia italiana fondata da Giovanni Treccani, 2011, ISBN 978-88-12-00040-1. URL consultato il 26 giugno 2015.
9. ↑  "Boccaccio's contribution to the literature of the Western world is of impressive and all but unique dimensions" in Sara Pendergast e Tom Pendergast (a cura di), Reference Guide to World Literature, New York, Thomson-Gale, 2003,  p. 136.
10. ↑  Ardissino e Pellizzari, pp. 547-562.
11. ↑  
"Boccaccio is said to be one of the Western world's first important humanists. Humanists during Renaissance times were concerned not with the supernatural but with morality and decency for all human beings, despite class, religion, or education." in Anne Marie Hacht e Dwayne D. Hayes (a cura di), Gale Contextual Encyclopedia of World Literature, New York, Gale, 2009,  p. 189.
12. ↑  Il primo a sottolineare l'illegittimità dei natali di Giovanni Boccaccio fu Filippo Villani, come ebbe a ricordare Contini, p. 698.
13. 1 2  Branca 1977, p. 6.
14. ↑  Branca 1986, p. 345.
15. 1 2 3  Nocita, Certaldo o Firenze?.
16. ↑  Branca 1977, p. 8
«Egli aveva forse voluto sfruttare così la notorietà delle dimore parigine del padre per decorare di colori fascinosi lo squallido mattino di sua vita, proprio mentre l'ambizione di affermarsi e brillare letterariamente e mondanamente alla Corte di Napoli»
17. ↑  Chines, p. 144.
18. ↑  Decameron, p. 42 dell'Introduzione.
19. ↑   Massimiliano Albanese, Mazzuoli, Giovanni, detto lo Stradino, collana Dizionario Biografico degli Italiani, vol. 72, Roma, Istituto dell'Enciclopedia Italiana, 2008, SBN MOL0214132. URL consultato il 18 ottobre 2015.
20. ↑  Più che Margherita, fu probabilmente la madre di lei, Lippa de' Mardoli, coetanea di Dante e di Beatrice, a raccontare al giovane Boccaccio della loro vicenda. Si veda Branca 1977, p. 11: 
«...la matrigna era imparentata con la famiglia di Beatrice, e proprio la madre di lei Lippa de' Mardoli fu, con ogni probabilità, la "fededegna persona" che "per consanguinità strettissima a lei" molto parlò al Boccaccio di Beatrice e di Dante stesso.»
21. ↑  Branca 1977, pp. 12-13.
22. ↑   Romolo Caggese, Roberto d'Angiò, re di Sicilia, collana Enciclopedia Italiana, Roma, Istituto dell'Enciclopedia Italiana, 1936, SBN LIA0955786. URL consultato il 18 ottobre 2015.
«Il re non fu, certo, un uomo di genio né, come parve al Petrarca, un sapiente, ma entro i limiti che gli furono consentiti protesse letterati, giuristi, poeti, bibliografi, raccolse una biblioteca per i suoi tempi preziosa e fu egli stesso curioso di molte curiosità.»
23. ↑   Gian Mario Anselmi e Marta Guerra (a cura di), Le Metamorfosi di Ovidio nella letteratura tra Medioevo e Rinascimento, Bologna, Gedit, 2006,  p. 71, ISBN 88-88120-91-2.
24. ↑  Così Sapegno, mentre i biografi di Cino escludono che Boccaccio sia stato suo allievo e dubitano persino del loro incontro di persona ( Stefano Carrai e Paola Maffei, Cino Sinibuldi, in Dizionario biografico degli italiani, vol. 92, Roma, Istituto dell'Enciclopedia Italiana, 2018.
 Guido Zaccagnini, Cino da Pistoia. Studio biografico, Pistoia, Libreria editrice D. Pagnini, 1918,  pp. 178-180).
25. ↑   Mario Marti, Cino da Pistoia, a cura di Umberto Bosco, collana Enciclopedia Dantesca, Roma, Istituto nazionale dell'Enciclopedia Italiana, 1970, SBN RLZ0163867. URL consultato il 25 giugno 2015.
26. ↑   Viaggi nel Testo - Autori della letteratura Italiana - Giovanni Boccaccio, su www.internetculturale.it. URL consultato l'11 marzo 2025.
27. ↑  Billanovich 1995, pp. 59-60
28. ↑   Teresa Nocita, L'apprendistato letterario, su internetculturale.it, Autori della letteratura italiana - Giovanni Boccaccio. URL consultato il 17 marzo 2025.
29. ↑  Battaglia Ricci, p. 26
30. ↑   Salvatore Impellizzeri, Barlaam calabro, in Dizionario biografico degli italiani, vol. 6, Roma, Istituto dell'Enciclopedia Italiana, 1964. URL consultato il 17 marzo 2025.
«In questo periodo egli si legò di amicizia col Petrarca, a cui insegnò i primi rudimenti di greco [...]»
31. ↑  Cardini, 2015, p. 40 rievoca la figura di Vittore Branca e sottolinea l'importanza dell'ambiente napoletano prima e fiorentino dopo per la nascita di varie novelle boccacciane: 

«Al contrario, senza mai dimenticare la sua attenzione di filologo per i testi e la loro storia, in questi anni lo studioso aveva allargato e approfondito lo studio del contesto storico nel quale essi si erano andati formando e in particolare per l'ambiente, prima napoletano poi fiorentino, nel quale Boccaccio si era trovato ad agire e a scrivere»
32. ↑  Chines, p. 152.
33. ↑  Genealogia deorum gentilium, XV, 10
34. ↑  Branca 1977, p. 55.
35. ↑  Sapegno
«Le lettere all'Acciaiuoli, certi accenni dell'Ameto e della Fiammetta mostrano quanto il B[occaccio] soffrisse di questo distacco da un mondo di care consuetudini e con quanta amarezza contrapponesse il ricordo di quelle "delizie mondane" all'uggia della nuova dimora "oscura e muta e molto trista".»
36. ↑  Branca, 1964-1998, Profilo biografico, p. 57:
«Ma nonostante il recalcitrare e il protestare, nonostante il lamentarsi e l'invocare impossihili evasioni, il Boccaccio doveva proprio già alla fine del '41 avviarsi alla comprensione del mondo culturale e sociale fiorentino, se risolutamente tentava di inserirvisi, anzi voleva chiaramente conquistarlo.»
37. 1 2  Branca 1986, p. 347.
38. ↑  in Branca 1977, p. 77, si sostiene che il volgarizzamento di Livio fosse già iniziato a Napoli e a Firenze. Branca si basa, come fonte, su Billanovich 1953
39. ↑  Branca 1977, p. 74
«...e in testa al volgarizzamento della quarta deca liviana, ormai attribuito con estrema probabilità al Boccaccio..., leggiamo la dedica: "al nobile cavaliere messere Ostagio da Polenta, spezialissimo mio signore, ad istanza del quale ad opera così grande io mi disposi".»
40. ↑  Branca 1977, p. 74.
41. ↑  Piacentini, pp. 203-208.
42. ↑  Nocita, La "Peste Nera".
43. ↑  Branca 1991, p. 162.
44. ↑  Rico, p. 225.
45. 1 2 3  Nocita, L'incontro con Petrarca.
46. ↑  Rico, p. 225
«Ma già nel 1339 [Boccaccio] sperava di trovare in lui la guida che l'aiutasse che gli insegnasse non solo ad uscire dall'ignoranza, ma a trovare anche a vincere "le angosce d'amore"»
47. ↑  Branca, Velli, Auzzas, Fabbri e De Canaria, 1964-1998, pp. 510-517
48. ↑  Battaglia Ricci, p. 35: 
«...visto che già nella Mavortis milex, composta nel 1339, a un Petrarca ancora del tutto sconosciuto...il giovane Boccaccio napoletano poteva demandare il compito di affrancarlo da quanto gli faceva "in basso batter l'ali", trasformando la sua "mole inerte e indigesta e l'ignoranza grandissima [...] in tenuità meravigliosa.»
49. ↑  Petrarca, grazie all'Affrica e al De viris illustribus, viene visto come colui che raccoglie in sé la tradizione poetica virgiliana e quella prosaica ciceroniana, considerati come i due maestri eccellenti della tradizione. Si veda:Monti, p. 34
50. ↑  Bellieni, p. 215.
51. ↑  Billanovich 1995, p. 91.
52. ↑  Rico, pp. 224-228.
53. 1 2   Stefano Zamponi, Giugno 1313: Giovanni Boccaccio, su storiadifirenze.org, Università degli Studi di Firenze. URL consultato l'11 giugno 2015.
54. ↑  Sabbadini, pp. 29/31
«Del pari ignoto al Petrarca fu Marziale [...] Inoltre il Boccaccio scoperse il codice di Tacito [...] Sembra pertanto ragionevole concludere che la scoperta del De lingua latina [di Varrone] spetti al Boccaccio [...] erano intanto ignoti al Petrarca l'Ibis di Ovidio...»
55. ↑  Sabbadini, pp. 28-29
56. ↑  Sabbadini, p. 30
57. ↑  Sabbadini, p. 31
58. ↑  Branca 1977, p. 93
«...il Boccaccio fu amaramente sorpreso, anzi offeso, dalla decisione del magister, rientrato in Italia solo nel giugno del '53, di stabilirsi presso l'arcivescovo Giovanni Visconti»
59. ↑  Come testimoniato dalla Fam. XVIII, 3, il cui incipit è: «Ad Iohannem de Certaldo, gratiarum actio pro transmisso Augustini libro in psalterium daviticum», cioè «A Giovanni da Certaldo, ringraziamento per avergli trasmesso il libro di Agostino sul salterio davidico»
60. ↑  Piras, p. 829
«L'invio del codice di Varrone e Cicerone deve essere avvenuto quindi poco dopo quello di Agostino...»
61. ↑   Alighieri, Antonia, collana Enciclopedia Dantesca. URL consultato l'11 giugno 2015.
«Per antica tradizione s'identifica A. con la suor Beatrice, monaca nel monastero di Santo Stefano degli Ulivi a Ravenna, a cui il Boccaccio avrebbe dovuto recare nel 1350 dieci fiorini d'oro da parte dei capitani della compagnia di Orsanmichele»
62. ↑  Piattoli, pp. 284-285.
63. ↑  Branca 1977, p. 83
«..che forse... [Boccaccio] raccolse commosso anche in quella occasione ricordi sul Poeta che aveva illuminato fin dalla fanciullezza la sua ansia di poesia.»
64. ↑   Guido Martellotti, Albanzani, Donato, in Dizionario biografico degli italiani, vol. 1, Roma, Istituto dell'Enciclopedia Italiana, 1968.
«A Ravenna s'incontrò col Boccaccio, forse già nel 1350, più probabilmente nel 1353-54.»
65. ↑  Branca 1977, p. 87.
66. ↑  Branca 1977, p. 86.
67. ↑  Battaglia Ricci, p. 29.
68. ↑  Billanovich 1995, p. 211.
69. ↑  Billanovich 1995, p. 201
«Ma ancora più funesto divenne subito quell'arrivo [a Napoli]: perché presto gli giunse la notizia che mentre compiva il viaggio gli era morta la piccola e cara Violante.»
70. ↑  Ferroni, p. 31
«Ma, come il suo maestro Petrarca, scelse la condizione di chierico: la cosa è documentata da una bolla di papa Innocenzo VI del 2 novembre 1360, che gli concedeva l'autorizzazione ad avere cura d'anime e a esercitare il sacerdozio.»
71. ↑  Meloni, p. 99.
72. ↑  Ferroni, p. 31.
73. ↑  Casa del Boccaccio.
74. ↑  Billanovich ci descrive dettagliatamente del soggiorno fiorentino di Leonzio Pilato in: Billanovich 1995, pp. 244-249
75. ↑  Nonostante la caduta in disgrazia, i rapporti con le istituzioni non si fermarono riguardo alle iniziative culturali. Si può concludere che il raffreddamento verificatosi dopo la congiura del 1360 si limitò agli incarichi politici.
76. 1 2  Pastore Stocchi, p. 262.
77. ↑  Branca 1977, pp. 114-116
«Leonzio si presentò, probabilmente all'inizio dell'estate del 1360 [...] Nei due anni e mezzo circa che passò a Firenze (fino all'ottobre-novembre 1362).»
78. ↑  Sul pessimo carattere di Leonzio Pilato sono testimoni sia Boccaccio sia Petrarca. Il primo dirà, nella sua Genealogia deorum gentilium: «Viene da Salonicco ed è un uomo rozzo nell'aspetto, con un volto abietto, barba lunga e chioma nerissima, costantemente perso nei propri pensieri, piuttosto primitivo nei costumi e poco educato» (traduzione riportata in Coccia, p. 253). Petrarca, in seguito a un attrito avuto con Leonzio, lo definirà come una «gran bestiaccia» (si veda sempre Coccia, p. 252).
79. ↑  Branca 1977, p. 116.
80. ↑  Casa del Boccaccio, Giovanni Boccaccio - Percorso della memoria.
81. ↑  Branca 1986, p. 350.
82. ↑   Beato Pietro Petroni, su santiebeati.it, 24 agosto 2012. URL consultato l'11 giugno 2015.
83. ↑  Sapegno
«Nella primavera del '62 si presentava al B[occaccio] un monaco, con un messaggio per lui del certosino senese Pietro Petroni, morto poco prima in fama di santità: veniva a ricordargli la morte incombente e a consigliargli di abbandonare gli studi profani [...] In un primo momento, profondamente turbato, avrebbe voluto bruciare subito tutti i suoi scritti e proponeva al Petrarca di vendergli la sua biblioteca.»
84. ↑  Petrarca risponderà all'amico con la Senile I, 5, ribadendo il valore sacro della letteratura sulla base delle esperienze biografiche di Lattanzio e Agostino d'Ippona.
85. ↑  Battaglia Ricci, p. 34
86. ↑  Nocita, In viaggio per conto del comune fiorentino.
87. 1 2 3  Ferroni, p. 32.
88. ↑  Petoletti-1, p. 42
«...dispose per testamento di lasciare la sua biblioteca all'agostiniano Martino da Signa con l'indicazione che alla morte del frate i volumi fossero negli armaria del convento fiorentino di Santo Spirito. Così avvenne...»
89. ↑  Nocita, Il mito di Napoli
«...Boccaccio rifiuta di fermarsi. Si è ormai sfaldata l'immagine idealizzata della città partenopea, miraggio salvifico nei periodi più difficili della sua vita, scalzata dall'otium certaldese, ubicazione adesso preferita a qualunque altra possibile.»
90. ↑  Branca 1991, p. 185.
91. ↑  Branca 1977, p. 183.
92. ↑  Fiorilla, p. 129
«Una seconda redazione è conservata in versione autografa nell'Hamilton 90 (copiato attorno al 1370)...»
93. 1 2 3  Nocita, Il culto di Dante.
94. ↑  Branca 1977, p. 192.
95. ↑  Sacchetti, p. 225
«Or è mancata ogni poesia / E vòte son le case del Parnaso»
96. ↑  Coluccio Salutati, che sarà destinato a raccogliere l'eredità umanista all'interno di Firenze, aggiunse all'epitaffio boccacciano un elogio commosso dell'alto valore umano e culturale lasciato in eredità dal Boccaccio: 

(latino)
«Inclyte cur vates, humili sermone locutus, / de te pertransis? [...] te vulgo mille labores / percelebrem faciunt: etas te nulla silebit.»

(italiano)
«Perché, o celebre poeta, che hai cantato nel volgare idioma, / avanzi nel corso del tempo? [...] Mille fatiche ti rendono celebre presso il volgo / : nessuna epoca tacerà sul tuo conto.»
(Coluccio Salutati, epitaffio tratto da Branca 1977, p. 193)
97. ↑  Nonostante Boccaccio venga ricordato per il suo contributo allo sviluppo della prosa volgare con la stesura del Decameron, il poeta certaldese si professò ardente ammiratore della poesia in generale, tanto da stendere, nel XV libro della Genealogia, un'appassionata difesa. A tal proposito, Giuliano Tanturli riassume il rapporto tra la lirica e il Certaldese: 
«[Boccaccio] volle affidare, a suggello non solo di questa [opera, cioè la Genealogia] ma di tutta l'opera sua, l'appassionata e argomentata difesa della poesia...»
(Tanturli, p. 19)
98. ↑  Casa del Boccaccio, Tomba del Boccaccio.
99. ↑  Branca 1977, p. 41.
100. ↑  Branca 1977, p. 44.
101. ↑  Branca 1977, p. 49.
102. ↑  Ferroni, p. 34
103. ↑  Branca, 1964-1998, pp. 3-13
104. ↑   Teresa Nocita, Caccia di Diana, su internetculturale.it, Autori della letteratura italiana - Giovanni Boccaccio. URL consultato il 15 marzo 2025.
105. 1 2 3  Ferroni, p. 35
106. ↑   Teresa Nocita, Filostrato - un amore del Ciclo Troiano, su internetculturale.it, Autori della letteratura italiana - Giovanni Boccaccio. URL consultato il 15 marzo 2025.
107. ↑  Branca 1977, pp. 42-43.
108. ↑  Branca, Limentani e Quaglio, 1964-1998, pp. 3-13
109. ↑  Branca, 1964-1998, pp. 47-59
110. ↑  Ferroni, pp. 34-35
111. ↑   Teresa Nocita, Filocolo -  Le “fatiche d'amore” di due giovani amanti, su Autori della letteratura italiana - Giovanni Boccaccio. URL consultato il 15 marzo 2025.
112. ↑   Teresa Nocita, Teseida - la seduzione dell'epica, su internetculturale.it, Autori della letteratura italiana - Giovanni Boccaccio. URL consultato il 15 marzo 2025.
113. ↑  Branca, Limentani e Quaglio, 1964-1998, pp. 229-244
114. 1 2  Ferroni, p. 36.
115. 1 2 3 4  Ferroni, p. 37.
116. ↑  Ferroni, p. 38.
117. ↑  Branca, Limentani e Quaglio, 1964-1998, pp. 655-667
118. ↑   Teresa Nocita, Comedia delle ninfe fiorentine - Una Comedia firmata Boccaccio, su internetculturale.it, Autori della letteratura italiana - Giovanni Boccaccio. URL consultato il 15 marzo 2025.
119. ↑  Branca, Balduino e Ricci, 1964-1998, p. 3-21
120. ↑   Amorosa visione - Enciclopedia, su Treccani. URL consultato il 15 marzo 2025.
121. ↑   Carlo Delcorno, Introduzione, in Elegia di Madonna Fiammetta, collana Tutte le opere di Giovanni Boccaccio, vol. 5,  pp. 2-6.
122. ↑  Ferroni, pp. 38-39
123. ↑  Branca, Balduino e Ricci, 1964-1998, pp. 273-289
124. ↑   Teresa Nocita, Ninfale Fiesolano, su internetculturale.it, Autori della letteratura italiana - Giovanni Boccaccio. URL consultato il 15 marzo 2025.
125. ↑  Nocita, Decameron. Architettura del Centonovelle boccacciano.
126. ↑  Per un discorso generale sui protagonisti e narratori del Decameron, si veda: Teresa Nocita, Decameron. I nomi dell'onesta brigata, su internetculturale.it, Internet Culturale, 2012. URL consultato il 24 giugno 2015 (archiviato dall'url originale il 24 giugno 2015).
127. ↑   Francesco de Sanctis, Storia della letteratura italiana,  p. 357. URL consultato il 24 giugno 2015.
128. ↑  In Dante ogni evento della vita è nelle mani di Dio, la cui saggezza provvede a regolare gli eventi nella sua prescienza e volontà trascendente. Si veda If VII, 70-96.
129. ↑  Ferroni, p. 55 parla per l'appunto di "ironico sorriso".
130. ↑  Si veda, per un inquadramento generale dell'umanesimo di Boccaccio: Giovanni Boccaccio, in Treccani.it – Enciclopedie on line, Roma, Istituto dell'Enciclopedia Italiana. URL consultato il 25 giugno 2015.
131. ↑  Per la trama, si veda: Nocita, Corbaccio. Boccaccio autore/attore
132. ↑  Non a caso Ferroni, p. 34, definisce l'atteggiamento di Boccaccio come un "umanesimo municipale": «Boccaccio aspira piuttosto a integrare la nuova cultura entro l'orizzonte comunale...».
133. ↑   Dante Alighieri, su firenze-online.com, FIRENZE-ONLINE, 2001-2015. URL consultato il 25 giugno 2015.
134. ↑  Branca 1977, p. 28, parlando di Napoli, riporta che: «...il Boccaccio scriverà una pagina preziosa e deliziosa per la commozione insieme compiaciuta e bonaria e per la modesta nostalgia di un tempo mai più ritrovabile».
135. ↑   Francesco de Sanctis, Storia della letteratura italiana,  p. 357.
«È la nuova Commedia, non la divina, ma la terrestre Commedia. Dante si avvolge nel suo lucco, e sparisce dalla vista. Il medio evo con le sue visioni, le sue leggende, i suoi misteri, i suoi terrori e le sue ombre e le sue estasi è cacciato dal tempio dell'arte. E vi entra rumorosamente il Boccaccio e si tira appresso per lungo tempo tutta l'Italia.»
136. ↑  Ferroni, pp. 51-52.
137. ↑  Contini, p. 703.
138. ↑   boccacciano, in Treccani.it – Vocabolario Treccani on line, Roma, Istituto dell'Enciclopedia Italiana. URL consultato il 23 giugno 2015.
139. ↑   boccaccésco, in Treccani.it – Vocabolario Treccani on line, Roma, Istituto dell'Enciclopedia Italiana. URL consultato il 23 giugno 2015.
140. 1 2  Chines, p. 143.
141. ↑  Surdich.
142. 1 2   Teresa Nocita, Filocolo: Le “fatiche d'amore” di due giovani amanti, su internetculturale.it, 2012. URL consultato il 21 giugno 2015 (archiviato dall'url originale il 24 settembre 2015).
143. ↑  Si veda, per un discorso generale sul rapporto tra Boccaccio e l'autore della scuola siciliana: Roberto Venuda, Il Filocolo e la Historia destructionis Troiae di Guido delle Colonne, Firenze, Firenze Atheneum, 1993.
144. ↑  Billanovich 1953, p. 322.
145. ↑  Boccaccio, nell'Incipit della IV giornata (e quindi sfruttando la funzione della cornice su cui l'opera si sorregge), dà una definizione dello stile delle sue novelle: «le quali non solamente in fiorentin volgare e in prosa scritte per me sono e senza titolo, ma ancora in istilo umilissimo e dimesso più quanto il possono» (riportato in: Francesco Tateo, Boccaccio,  p. 153.).
146. ↑   Francesco Tateo, Boccaccio,  p. 153.
147. ↑  Si veda, per esempio, il periodare delle Cento novelle di Franco Sacchetti, considerato come l'antitesi del Decameron per l'asciuttezza paratattica. Si veda: Francesco Tateo, Boccaccio,  p. 151.
148. ↑  Battaglia Ricci, pp. 253-254.
149. ↑  Manuele Crisolora giunse a Firenze nel 1397, ove il cancelliere Coluccio Salutati gli offrì una cattedra di greco creata ad hoc per l'erudito bizantino. Si veda:  Remigio Sabbadini, Crisolora, Emanuele, in Enciclopedia Italiana, Roma, Istituto dell'Enciclopedia Italiana, 1931. URL consultato il 23 giugno 2015.
«Il Salutati, a Firenze, sperando che si offrisse così occasione di avere in Italia un maestro di greco, forse spronò Roberto Rossi e Iacopo d'Angelo della Scarperia a recarsi a Venezia, donde poi Iacopo d'Angelo accompagnò il Crisolora nel ritorno a Costantinopoli. Della cosa si occupò anche la repubblica fiorentina, che il 24 marzo 1396 decretava la condotta del Crisolora allo Studio. Egli giunse il 2 febbraio 1397 e vi iniziò le lezioni, a cui accorsero studiosi anche di fuori.»
150. ↑  «Verum si tantum regi hoc erat animo, erat onus aptum, si inter mortales ullus est tanto labori sufficiens, viribus preclarissimi viri Francisci Petrarce, cuius ego iam diu auditor sum. Homo quippe est celesti ingenio preditus et peremni memoria, ac etiam facundia admirabili, cui familiarissime quarumcunque gentium hystorie sunt, sensus fabularum notissimi, et breviter, quicquid phylosophie sacro iacet in gremio, manifestum est». (Genealogia Archiviato il 21 aprile 2018 in Internet Archive.)
151. ↑   Teresa Nocita, L'autografo decameroniano, cod. Hamilton 90, su internetculturale.it, Internet Cultural, 23 giugno 2015. URL consultato il 23 giugno 2015 (archiviato dall'url originale il 17 giugno 2015).
152. 1 2  Tanturli, p. 22.
153. ↑  Fubini, p. 118.
154. ↑  Lorenzo de' Medici, p. 582
«In prosa e orazione soluta, chi ha letto il Boccaccio, uomo dottissimo e facundissimo, facilmente giudicherà singulare e sola al mondo non solamente la invenzione, ma la copia et eloquenzia sua; e considerando l'opera sua del Decameron, per la diversità della materia, ora grave, ora mediocre e ora bassa, e contenente tutte le perturbazioni che agli uomini possono accadere, d'amore e odio, timore e speranza, tante nuove astuzie e ingegni, e avendo a exprimere tutte le nature e passioni degli uomini che si trovono al mondo, sanza controversia giudicherà nessuna lingua meglio che la nostra essere atta a exprimere.»
155. ↑   Luciano Canfora, Quel censore boccaccesco, in Corriere della Sera, 26 marzo 1996,  p. 27. URL consultato il 26 giugno 2015 (archiviato dall'url originale il 26 giugno 2015).
«Vincenzio Borghini (1515-1580) è il filologo fiorentino, priore nel monastero benedettino della sua città, che pose mano, per invito e sotto il pungolo dell'inquisitore romano Tommaso Manriquez a purgare, nello spirito della Controriforma, il Decameron di Giovanni Boccaccio tra il 1573 e il 1574. Ne scaturirono l'edizione "rassettata", o per meglio dire sconciata, ma anche le Annotazioni dello stesso Borghini, documento di alta e consapevole considerazione del testo.»
156. ↑  Bentivogli e Vecchi Galli, p. 21.
157. 1 2   Laura Nuti, Il "Decameron": una difficile fortuna, su Francesco Sabatini, Marco Biffi, Domenico De Martino e Nicoletta Maraschio (a cura di), viv-it.org, Vivit - Accademia della Crusca, 2010-2013. URL consultato il 25 giugno 2015.
158. ↑  Contini, p. 698.
159. ↑   Franco Cardini, Branca, Vittore, in Dizionario biografico degli italiani, vol. 10, Roma, Istituto dell'Enciclopedia Italiana, 2013. URL consultato il 25 giugno 2015.
160. ↑  Contini, p. 637.
161. ↑   Carlo Vecce, Giuseppe Billanovich, in Dizionario biografico degli italiani, supplemento digitale, Roma, Istituto dell'Enciclopedia Italiana, 2012.
«Ne derivarono attenti esercizi di ricostruzione storico-biografica [...] dei grandi della letteratura delle origini, Dante e soprattutto Boccaccio, indagati in aspetti sostanziali (e ancora ignorati) della loro vita e della formazione intellettuale e umana.»
162. ↑  Contini, p. 697
«Ma il genio linguistico di Dante e del Petrarca li trasferiva necessariamente in un'attualità perenne, trascendente i limiti della loro storica contingenza [...] Altra eera la situazione del Boccaccio, ricavare dal quale, come fece il Bembo, un modello intangibile di prosa....non si poteva senza incorrere in gravi forzature. Anzitutto: la prosa di cui il Boccaccio era proposto a modello, eera esclusivamente prosa narrativa.»
163. ↑  Branca 1991, p. 203, citato anche in: Codici del Decameron in Europa, su interpretazioni.altervista.org, INTERPRETAZIONI: Passato e Presente, 13 maggio 2015. URL consultato il 26 giugno 2015.
164. ↑  Per approfondire, si veda: Codici del Decameron in Europa, su interpretazioni.altervista.org, INTERPRETAZIONI: Passato e Presente, 13 maggio 2015. URL consultato il 26 giugno 2015.
165. ↑  Per approfondire, si veda: Branca 2001, pp. 21-37
166. ↑  Si veda: Černyševskij, p. 473, n 36
167. ↑  Černyševskij, p. 367
168. ↑  Così Boccaccio lo definisce, per esempio, nell'Epistola XX Archiviato il 23 giugno 2015 in Internet Archive. a Pietro Piccolo da Monteforte: «preceptorem meum Franciscum Petrarcam».
169. ↑  Monti, p. 34
«Secondo la felice definizione di Giusebbe Billanovich, B[occaccio] fu "il più grande discepolo" del Petrarca, che indirizzò la prima lettera "Iohanni Bocchaccii de Certaldo discipulo suo" (Fam. XI I γ)»
170. 1 2  Monti, p. 35.
171. ↑   Cesare Segre, Petrarca, «avaro» fra i Tre Grandi. Critico di Dante e sprezzante verso la lingua di Boccaccio, in Corriere della Sera.it, 11 dicembre 2012. URL consultato il 25 giugno 2015.
«Un tipo di rapporto evidente nei prestiti e negli scambi di manoscritti, per i quali Boccaccio è estremamente liberale, e Petrarca avarissimo.»
172. ↑  Rico, p. 227.
173. ↑  Battaglia Ricci, p. 255:
«Non solo il Petrarca dell'epistola Posteritati ha utilizzato il De Vita [...] Petracchi di Boccaccio per costruire il ritratto ideale di se stesso: ma anche il Petrarca lirico ha contratto più di un debito col Boccaccio volgare.»
174. ↑  Monti, pp. 38-39
«Nei pieni anni Sessanta...B[occaccio] sembra talvolta manifestare...segni di insofferenza, e l'innamoramento cieco dei primi lascia spazio in qualche caso a un macelato senso di amarezza.»
175. ↑  In Monti, p. 38 si riporta una citazione di Manlio Pastore Stocchi, Riflessione sull'epistola ad Omero, sul ruolo del Boccaccio nella valorizzazione della lingua greca: «Boccaccio...non solo sentì intensamente l'attrazione e la nostalgia della lingua e della cultura greca, ma soprattutto seppe riconoscere con eccezionale lucidità che in quel dominio misconosciuto si celavano tesori non raccolti dagli stessi latini e rimasti incogniti ai moderni».
176. ↑   Giovanni Boccaccio, Epistola XX a Pietro Piccolo da Monteforte, su ww2.bibliotecaitaliana.it, Biblioteca Italiana, 2007. URL consultato il 23 giugno 2015 (archiviato dall'url originale il 23 giugno 2015).
177. ↑  L'Epistola XX fu dettata a Certaldo il 5 aprile del 1372 in risposta a quella di Pietro Piccolo da Monteforte del 4 febbraio del medesimo anno (si veda: Petoletti-2, p. 236)
178. ↑   Andrea Labardi, Pietro Piccolo da Monteforte, a cura di Ortensio Zecchino, collana Enciclopedia Fridericiana, 2. I-Z, Roma, Istituto della Enciclopedia italiana, 2005, SBN IEI0233660.
179. ↑  Boccaccio rivela questa sua convinzione nelle Esposizioni sopra la Commedia di Dante, nel commento su If, IV 141 Archiviato il 23 giugno 2015 in Internet Archive.: «E Seneca morale. È cognominato questo Seneca «morale», a differenza d'un altro Seneca, il quale, della sua famiglia medesima, fu poco tempo appresso di lui, il quale, essendo il nome di questo morale» Lucio Anneo Seneca, fu chiamato Marco Anneo Seneca e fu poeta tragedo, per ciò che egli scrisse quelle tragedìe le quali molti credono che Seneca morale scrivesse»
180. ↑  Branca 1977, p. 11.
181. ↑  Branca 1977, p. 31.
182. ↑  Fumagalli, p. 25
«...dalle prime prove napoeltante fino alle estreme Esposizioni del 1373-1374, non c'è scritto in cui , direttamente o indirettamente, per via esplicita o sotto il velo dell'allusione e della citazione, B[occaccio] non abbia presente il grande concittadino...»
183. ↑  Fumagalli, p. 28.
184. ↑   Boccaccio autore e copista in mostra alla Laurenziana, su youtube.com, youtube. URL consultato il 25 giugno 2015.
185. ↑  Sul ruolo di Boccaccio "editore" e copista di Dante, si veda ora: A. E. Mecca, Il canone editoriale dell'antica vulgata di Giorgio Petrocchi e le edizioni dantesche del Boccaccio, in Nuove prospettive sulla tradizione della "Commedia". Seconda serie (2008-2013), a c. di E. Tonello, P. Trovato, Monterotondo (RM), Libreriauniversitaria.it Edizioni 2013, pp. 119-82; IDEM, L'influenza del Boccaccio nella tradizione recenziore della "Commedia". Postilla critica, in Boccaccio editore e interprete di Dante, Atti del Convegno internazionale, Roma, 28-30 ottobre 2013, Roma, Salerno Editrice 2014, pp. 222-54.
186. ↑  A. E. Mecca, Boccaccio editore e commentatore di Dante, in Dentro l'officina di Giovanni Boccaccio. Studi sugli autografi in volgare e su Boccaccio dantista, a c. di S. Bertelli e D. Cappi, Città del Vaticano, Biblioteca Apostolica Vaticana 2014, pp. 163-85.
187. 1 2   Teresa Nocita, Il Decameron di Pier Paolo Pasolini, su internetculturale.it, Internet Culturale, 2012. URL consultato il 26 giugno 2015 (archiviato dall'url originale il 24 settembre 2015).
188. ↑   Alberto Moravia, Il Decameron di Pasolini: commento-recensione di Alberto Moravia, su gioboccaccio.altervista.org. URL consultato il 26 giugno 2015 (archiviato dall'url originale il 25 aprile 2016).
189. ↑   Riccardo F. Esposito, Commedie boccaccesche, decamerotici e altre historie: I precursori (1965-1968), su cinemedioevo.net, cinemedioevo.ne, 2008. URL consultato il 26 giugno 2015.
190. ↑  Aulenti, 23. Da Boccaccio alla Commedia sexy.
191. ↑  Per una lista di alcuni film decamerotici, si veda questa lista, che prosegue nella pagina seguente: Decamerotico - playlist film, su filmtv.it, 12 ottobre 2014. URL consultato il 26 giugno 2015.